# ファイアーエムブレムif
『ファイアーエムブレムif』（ファイアーエムブレム イフ、FIRE EMBLEM Fates）はインテリジェントシステムズが開発、任天堂より2015年6月25日発売のニンテンドー3DS専用シミュレーションロールプレイングゲーム。ファイアーエムブレムシリーズの第14作目である。アメリカでは2016年2月19日、ヨーロッパでは2016年5月20日に発売された。

## 概要

日本国外版のタイトルロゴ。

シリーズ初となる要素としては、プレイヤーキャラクターが純粋な主人公、CERO：C（15才以上対象）の指定、amiiboの対応などが挙げられる。
厳密に言えばファイアーエムブレムifおよびFIRE EMBLEM Fatesとは総称で、正式には『ファイアーエムブレムif 白夜王国』『ファイアーエムブレムif 暗夜王国』『ファイアーエムブレムif インビジブルキングダム』（以下、白夜/暗夜/インビジブル）という2+1本のタイトルに分かれており、それぞれでこれまでのシリーズ作品と同程度のボリュームとなっている（販売体系の詳細は#商品構成を参照）。日本国外版名は白夜が『FIRE EMBLEM Fates Birthright』、暗夜が『FIRE EMBLEM Fates Conquest』、インビジブルが『FIRE EMBLEM Fates Revelation』となっている。
「もしも（if）」をキーワードに掲げており、プレイヤーの選択によってシナリオ・マップ・キャラクターの異なる物語が以下のようなタイトルごとの差を伴って展開するのが特徴。
『白夜』は暗夜王国に仲間と力を合わせて立ち向かうという比較的これまでのシリーズに近いストーリーで、メインのシナリオ以外でも経験値やお金を貯めることができ、キャラクター育成などが比較的自由に行えるため難易度はやや低めで初めてゲームをプレイする初心者も楽しめる仕様になっている。
『暗夜』は暴走する暗夜王国を内側から変えようと試みるストーリーで、得られる経験値やお金は限られており難易度はやや高めで幾つものシリーズをプレイしてきた中級者もしくは上級者向けの遣り応えのある仕様になっている。
『インビジブル』は『白夜/暗夜』両方のほぼ全てのユニットが仲間になり、白夜同様遭遇戦で経験値や資金を稼ぐことができるほか、マップギミックが非常に多いことが特徴だが、難易度は『白夜/暗夜』の中間ほどで初心者から上級者まで楽しめる仕上がりになっており、パッケージソフトとしての販売ではなく有料DLCとしての提供から始まり、2015年7月9日から配信開始されたSPECIAL EDITIONでは無料ダウンロードが可能（無料期間は2016年6月30日までの期間限定。以降、2023年3月下旬まで新規有料購入によるダウンロードが可能)。
前作の『ファイアーエムブレム 覚醒』に引き続きコザキユースケがキャラクターデザインを担当し、開発チームも同じだが、内容は全くの別物でありストーリーは『金田一少年の事件簿』などで知られる漫画原作者の樹林伸が担当した。
メインテーマには蓮花のデビューシングル『if〜ひとり思う〜』が起用され、蓮花はヒロイン・アクアの歌唱パートも担当した。
2016年9月21日に『ファイアーエムブレムif 白夜王国/暗夜王国』ドラマCDシリーズが発売された。時間軸は本編開始の数年前であり、ドラマCDではレオンが主役として扱われている。

## システム
戦闘
プレイヤーは軍師として、マス目状に区切られたマップで仲間のユニットを動かし、勝利条件の達成を目指す。主人公を含む王族のキャラクターは、「竜脈」と呼ばれるポイントで、橋を架ける、地震を起こす、山を平らにするといった、地形を大きく変動させることができる。HP回復や敵の能力減少といった効果もあり、敵に王族がいる場合に発動されると自軍が不利になる。
武器
武器の相性が変更され、これまでの剣・槍・斧の三すくみに魔法・弓・暗器（手裏剣）が加わった。それまでのシリーズにあった武器の使用制限が撤廃され、それぞれに細かい性能や効果が追加された。威力が低い武器にはなんらかのプラス性能があり、逆に威力が高い武器はなんらかのマイナス性能がある。また、同じ系統の武器でもバージョンごとに性能は異なる。
| 難易度 - ノーマル - ハード - ルナティック |  | モード - フェニックス - 倒れた仲間が次のターンで復活する。 - カジュアル - 仲間が倒れても次の章で復活する。 - クラシック - 仲間を失うと二度と復活しない。 |

攻陣・防陣
前作のデュアルシステムを基にしたシステム。「攻陣」は隣接してる味方ユニットが前衛に続いて攻撃を行う。「防陣」は、前作におけるデュアルのように2つのユニットが1つのユニットになり、前衛のキャラのステータスが底上げされる。今作では敵側も攻陣・防陣を用いてくる。防陣を組む場合、通常は操作ユニットが隣接したユニットの後衛に入る形で編成されるが、「救出」スキルがあれば隣接したユニットを自身の後衛に引き入れることもできる。
支援・結婚
戦闘中に攻陣・防陣を組んだキャラは戦いの絆が深まり、支援レベルが上がると組んだときに能力が強化される。異性ユニットと支援レベルが最高になると結婚できるようになり、特定の組み合わせにすると子供キャラが登場する外伝マップが出現しクリアすると仲間にすることができる。また、主人公の場合、両バージョンそれぞれ特定の一人のみと同性婚が可能になっている。また、前作｢覚醒｣の子世代キャラは、未来からやって来たという設定だったのに対し、本作では外界より時間の流れが早い「秘境」で育ち、大きくなって登場するという設定。

### 兵種・スキル
本作のクラスは「兵種」という名称になっており、「マスタープルフ」と「パラレルプルフ」でクラスチェンジできる。マスタープルフは従来どおり、下級職でレベルを上げ「マスタープルフ」を使うことで、同系統の上級職へクラスチェンジすることができる。パラレルプルフは下級職→下級職・上級職→上級職へクラスチェンジできるが、前作『ファイアーエムブレム 覚醒』の「チェンジプルフ」と違いレベルは引き継ぎとなっている。兵種はバージョンごとに全く異なり、白夜王国では漢字表記、暗夜王国ではカタカナ表記になっている。従来シリーズにあった性別限定職も撤廃され、男性の天馬武者（ペガサスナイト）、女性のバーサーカーなどが登場する。また、味方ユニット同士の支援レベルを高めることによってクラスチェンジの幅を広げることもでき、同性の場合は支援レベルA+（主人公のみ支援レベルAでも可）で「バディプルフ」、異性の場合は支援レベルSで「マリッジプルフ」を使用することで、相手の初期クラス系統にもクラスチェンジできる。使用者が下級職の場合は下級職、上級職の場合は上級職へのクラスチェンジとなり、いずれの場合もレベルは引き継ぎ。
本作のスキルは兵種でレベルアップすると覚えることができる兵種スキルと、ユニットが最初から所得している固有スキルが存在する（固有スキルの詳細は各キャラの解説を参照）。前作同様、覚えたスキルは自由に組み替えることが可能。

#### ＊下級職＊
ダークプリンス / ダークプリンセス
主人公と主人公の子供専用職。武器は剣と竜石。上級職は白の血族とダークブラッド。選択したルートによりなれる上級職が決まる。
- 高貴なる血統…入手経験値1.2倍。
- 竜穿…技×0.75％で発動。攻撃力の半分を与えるダメージに追加。

鬼人
金棒を振るう鬼の如き戦士。力と守備が高い。上級職は修羅と鍛冶。
- 魔防封じ…戦闘後、敵の魔防-6。効果はターン回復。
- 体当たり…「体当たり」コマンドを選択可能。隣接する味方を1マス分押し出す。

槍術士
薙刀の道を歩む者。相手のを守備を崩す戦いを得意とする。上級職は槍聖と婆娑羅。
- 守備封じ…戦闘後、敵の守備-6。効果はターン回復。
- 入れ替え…「入れ替え」コマンドを選択可能。隣接する味方と自分の位置を入れ替える。

呪い師
白夜の呪術を修める者。呪による遠距離攻撃ができるが、打たれ弱い。従来作の魔道師にあたる。上級職は陰陽師と婆娑羅。
- 魔力+2…自分の魔力+2。
- おみくじ…幸運％で発動。自分から攻撃して敵を倒した時、入手経験値2倍。

修験者 / 巫女
祓串を使って味方を回復する聖職者。攻撃はできない。性別によって兵種名が異なる。従来作の僧侶/シスターにあたる。上級職は陰陽師と山伏/戦巫女。
- 祈り…幸運％で発動。自分のHPが2以上の時、HPが0になる攻撃を受けてもHPが1残る。
- 幸運の叫び…「応援」コマンド選択時、周囲2マス以内の味方が、幸運+8。

天馬武者
天馬を駆る空の武者。武器は薙刀。速さと魔防に優れるが弓が弱点。従来作のペガサスナイトにあたる。上級職は聖天馬武者と金鵄武者。
- 飛燕の一撃…自分から攻撃した時、その戦闘中、追撃しやすくなる（+5）。
- 和の心…ターン開始時、周囲2マス以内に味方がいる時、最大HPの10％回復。

弓使い
和弓の道を歩む者。離れた敵を攻撃できるが接近されると反撃できない。従来作のアーチャーにあたる。上級職は弓聖と金鵄武者。
- 技+2…自分の技+2。
- 先手必勝…自分から攻撃したとき、与えるダメージ+4。

忍
影の任務に携わる者。速さに優れ手裏剣を使い敵を弱らせる。上級職は上忍と絡繰師。
- 鍵開け…鍵がなくても扉や宝箱を開けることができる。
- 蛇毒…自分から攻撃した時、戦闘後、敵のHPを最大HPの20％減少させる。

薬商人
薬を売り歩く者。薬に関するスキルを取得する。武器は和弓。上級職は大商人と絡繰師。
- よく効く薬…能力上昇薬の効果1.5倍。
- 常備薬…能力上昇薬を使用時、行動完了せずに別の行動を行うことができる。

村人
村で暮らすごく普通の人々。武器は薙刀。上級職は大商人と兵法者。
- 良成長…レベルアップ時、全能力の成長判定に+10。
- 下克上…自分より敵のレベルが高いとき、命中、回避+15（上級職はレベル+20）。

侍
刀の道を歩む者。技と素早さに優れるが、守備は低い。従来作の剣士にあたる。上級職は剣聖と兵法者。
- 清流の一撃…自分から攻撃した時、その戦闘中、回避+30。
- 待ち伏せ…戦闘開始時、自分のHPが半分以下の時、敵から攻撃されても自分から先に攻撃を行う。

妖狐
人を化かす長寿の狐。獣石で変身して戦う。速さと魔防に優れる。上級職は九尾の狐。
- 獣特効…自分がガルー、妖狐の時、獣特攻の攻撃を行う。
- 偶像の幻…偶数ターン、敵に与えるダメージ+4。

ソシアルナイト
馬上で戦う、剣と槍を扱う騎士。上級職はパラディンとグレートナイト。
- 広所突撃…自分が地形効果ゼロの場所で戦闘時、当たるダメージ+3。
- 救出…「救出」コマンドを選択可能。隣接する味方を自分の後衛に移す。

アーマーナイト
重い鎧に守られた重装歩兵。武器は槍。移動は遅いが、守備が高い。上級職はジェネラルとグレートナイト。
- 守備+2…自分の守備+2。
- 閉所防御…自分が地形効果0の場所で戦闘時、受けるダメージ-3。

アクスファイター
体力に優れた斧戦士。力は強いが防御は弱い。上級職はブレイブヒーローとバーサーカー。
- 最大HP+5…自分の最大HP+5。
- 大振り…自分の命中-10、必殺+10。

マーシナリー
与えられた任務を果たす傭兵。能力のバランスがよく、技に優れる。上級職はブレイブヒーローとボウナイト。
- 後手不敗…自分が攻撃を仕掛けられた時、与えるダメージ+3。
- しぶとい心…幸運％で発動。ターン開始時、HPが最大HPの20％回復。。

シーフ
鍵明けを得意とする盗賊。速さと魔防に優れる。武器は従来の剣ではなく弓。上級職はアドベンチャラーとボウナイト。
- 鍵開け…鍵がなくても扉や宝箱を開けることができる。
- 移動+1…自分の移動+1。

ドラゴンナイト
飛竜を駆る竜騎士。力と守備に優れてるが魔法と弓には弱い。上級職はドラゴンマスターとレヴナントナイト。
- 力+2…自分の力+2。
- 切り込み…「切り込み」コマンドを選択可能。攻撃後、自分と敵の位置を入れ替える。

ダークマージ
暗夜の呪術を学んだ邪術師。魔道書で攻撃する。上級職はソーサラーとダークナイト。
- 呪縛…隣接する敵が戦闘時、敵の回避-20。
- 魔の風…周囲2マス以内の敵が戦闘時、敵が受けるダメージ+2。

ロッドナイト
馬に乗り、杖で仲間を癒す杖騎士。攻撃はできない。従来作のトルバドールにあたる。上級職はストラテジストとバトラー/メイド。
- 魔防+2…自分の魔防+2。
- 名家の令息 (男) / 深窓の令嬢 (女)…周囲2マス以内の異性の味方が戦闘時、受けるダメージ-2。

ガルー
人を食らうと伝えられる人狼。獣石で変身して戦う。力と守備に優れている。上級職はマーナガルム。
- 獣特効…自分がガルー、妖狐の時、獣特攻の攻撃を行う。
- 奇襲の牙…奇数ターン、敵に与えるダメージ+4。

#### ＊上級職＊
白の血族
ダークプリンス/ダークプリンセスの上級職。白夜の心持つ者。剣・竜石に加え祓串が使えるようになる。
- 竜盾…攻撃を受ける味方の幸運×0.5％で発動。隣接する味方が攻撃を受けた時、ダメージ半減。
- 白夜…スキル発動確率を+10％。

ダークブラッド
ダークプリンス/ダークプリンセスの上級職。暗夜の心持つ者。剣・竜石に加え魔道が使えるようになる。
- 竜呪…戦闘後、敵の全能力-4。効果はターン回復。
- 暗夜…攻陣・防陣相手が持つ戦闘時スキルを自分も共有する。

修羅
鬼人の上級職。鬼人を超えた鬼神の如き戦士。金棒に加え呪を扱う。
- 鬼神の一撃…自分から攻撃した時、その戦闘中、必殺+20。
- カウンター…隣接する敵から攻撃された時、受けたダメージ分、敵にダメージを与える。

鍛冶
鬼人の上級職。武器を鍛造する職人。金棒と刀を扱い技に優れる。
- 匠の技…幸運％で発動。自分から攻撃して敵を倒した時、鉄の刀、薙刀、金棒、和弓、手裏剣の一つを入手。
- 槍殺し…敵が槍を装備している場合、自分の命中・回避+50。

槍聖
槍術士の上級職。薙刀の道を極めた者。全ての能力が安定している。
- 速さ封じ…戦闘後、敵の速さ-6効果はターン回復。
- 槍の達人…槍を装備して攻撃した時、与えるダメージ+5。

婆娑羅（ばさら）
槍術士と呪い師の上級職。奇抜で奔放な生き方を好む者。薙刀に加え呪を扱う。
- 破天…攻撃時、技×1.5％で発動。力の攻撃は敵の力、魔法攻撃なら敵の魔力の半分をダメージ追加。
- 傾奇者…戦闘時、自分と敵の命中+30、かつ確率発動スキルの発生率+15。

陰陽師
呪い師と修験者/巫女の上級職。多彩な呪術と学問を極めた者。呪と祓串に精通している。従来作の賢者にあたる。
- 魔力の叫び…「応援」コマンド選択時、周囲2マス以内にいる味方の魔力+4（1ターン）。
- 魔の達人…魔道書を装備して攻撃した時、与えるダメージ+5。

山伏 / 戦巫女
修験者/巫女の上級職。祓串に加え山伏は薙刀、戦巫女は和弓が使えるようになる。取得スキルは同じ。
- 回復…ターン開始時、HPが最大HPの30％回復。
- 魔法カウンター…魔法で攻撃された時、受けたダメージ分、敵にダメージを与える。

聖天馬武者
天馬武者の上級職。高位の天馬武者。薙刀と祓串を扱う。従来作のファルコンナイトにあたる。
- 速さの叫び…「応援」コマンド選択時、周囲2マス以内にいる味方の速さ+4（1ターン）。
- 明鏡の一撃…自分から攻撃した時、その戦闘で受ける魔法ダメージ-20。

金鵄武者
天馬武者と弓使いの上級職。伝説の鳥、金鵄を駆る者。薙刀と和弓を扱う。
- 天翔ける…敵が飛行ユニットの時、命中・回避+30。
- 天照らす…ターン開始時、周囲2マス以内の味方を最大HPの20％回復。

弓聖
弓使いの上級職。和弓の道を極めた者。命中と必殺に優れている。従来作のスナイパーにあたる。
- 凶鳥の一撃…自分から攻撃した時、その戦闘中、命中+40。
- 弓の達人…弓を装備して攻撃した時、与えるダメージ+5。

上忍
忍の上級職。忍たちを束ねる長。手裏剣に加え刀を扱う。
- 滅殺…攻撃時、技×0.25％、かつ敵に1ダメージ以上を与える時発動。敵を必ず撃破する。
- 暗器の達人…暗器を装備して攻撃した場合、与えるダメージ+5。

絡繰師
忍と薬商人の上級職。絡繰人形に乗って戦う職人。手裏剣と和弓を扱う。
- 人形崩し…人形特効の攻撃を行う。絡繰師、絡繰人形、ゴーレムに有効。
- 写し身人形…「写し身」コマンドを1マップ1回選択可能。自分と同じ姿、能力、HPを共有した人形を作る。

大商人
薬商人と村人の上級職。資金稼ぎに優れたスキルを取得する。武器は和弓と薙刀。
- 左うちわ…幸運％で発動。7ターン目終了まで、行動終了時に小判を入手。
- お大尽…小判を所持中に自分から攻撃時、小判を失って与えるダメージ+10、受けるダメージ-10。

兵法者
侍と村人の上級職。あらゆる敵との戦いの臨む者。刀・薙刀・金棒の全てを使いこなす。
- 力封じ…戦闘後、敵の力-6効果はターン回復。
- 死線…戦闘中、敵に与えるダメージ+10、敵から受けるダメージ+10。

剣聖
侍の上級職。刀の道を極めた者。速さと回避が極めて高い。従来作のソードマスターにあたる
- 流星…技×0.5％の確率で発動。ダメージ半分の5回連続攻撃。
- 剣の達人…剣を装備して攻撃した時、与えるダメージ+5。

九尾の狐
妖狐の上級職。強い霊力を備えた高位の狐。妖狐よりも優れた能力を持つ。
- 偶然のまどろみ…偶数ターン開始時、HPが最大HPの40％回復。
- 四牙…戦闘後、敵のHPを最大HPの20％減少させる。

パラディン
ソシアルナイトの上級職。武勇の誉れ高き聖騎士。武器は剣と槍でソシアルナイトよりも能力が高い。
- 守り手…防陣の状態で前衛の時、自分の全能力+1。
- 聖盾…技％で発動。弓、魔道、暗器、竜石、ブレス、投石の攻撃を受けた時、ダメージ半減。

グレートナイト
ソシアルナイトとアーマーナイトの上級職。重装備で馬を駆る重装騎士。剣・槍・斧を全て使いこなす。
- 月光…攻撃時、技％で発動。敵の守備・魔防を半分として攻撃。
- 金剛の一撃…自分から攻撃した時、その戦闘で受ける物理ダメージ-10。

ジェネラル
アーマーナイトの上級職。厚い甲冑で身を固める重装将軍。守備が非常に高く槍と斧を扱う。
- 守備陣形…戦闘中、自分も敵も追撃が発生しない。
- 大盾…技％で発動。剣・槍・斧・獣石・絡繰の攻撃を受けた時、ダメージ半減。

バーサーカー
アクスファイターの上級職。斧を振るう狂戦士。必殺の一撃を得意とする。
- 力の叫び…「応援」コマンド選択時、周囲2マス以内にいる味方の力+4（1ターン）。
- 斧の達人…斧を装備して攻撃した時、与えるダメージ+5。

ブレイブヒーロー
アクスファイターとマーシナリーの上級職。勇敢さで名声を得た勇者。剣と斧を扱う。
- 太陽…攻撃時、技％で発動。敵に与えたダメージの半分HP回復。
- 斧殺し…敵が斧を装備している場合、自分の命中・回避+50。

ボウナイト
マーシナリーとシーフの上級職。馬上で弓を操る弓騎士。弓に加え剣を扱うことができる。
- 技の叫び…「応援」コマンド選択時、周囲2マス以内にいる味方の技+4（1ターン）。
- 暗器殺し…敵が暗器を装備している場合、自分の命中・回避+50。

アドベンチャラー
シーフの上級職。遺跡の宝を探し当てる探検者。弓と杖を扱う。
- ラッキー7…7ターン目終了まで、自分の命中・回避+20。
- すり抜け…敵をすり抜けて移動できる。

ドラゴンマスター
ドラゴンナイトの上級職。高位の竜騎士。斧と槍を扱う。
- 守備の叫び…「応援」コマンド選択時、周囲2マス以内にいる味方の守備+4（1ターン）。
- 剣殺し…敵が剣を装備している場合、自分の命中・回避+50。

レヴナントナイト
ドラゴンナイトの上級職。魔竜を従える魔竜騎士。斧と魔道書を扱う。
- 死の吐息…自分から攻撃した時、戦闘後周囲2マスの敵のHPを最大HPの20％減少させる。
- 見下す者…敵が騎乗ユニット以外の時、与えるダメージ+5。

ソーサラー
ダークマージの上級職。深奥を極めた高位邪術師。魔力が非常に高い。
- 復讐…攻撃時、技1.5％で発動。自分のHP減少分の半分をダメージ追加。
- 弓殺し…敵が弓を装備している場合、自分の命中・回避+50。

ダークナイト
ダークマージの上級職。魔をその身に宿す魔道騎士。魔道に加え、剣も使える。
- 魔力封じ…戦闘後、敵の魔力-6。効果はターン回復。
- 生命吸収…自分から攻撃して敵を倒した時、HPが最大HPの50％回復。

ストラテジスト
ロッドナイトの上級職。馬上で戦場を指揮する戦術師。杖に加え魔道が扱えるようになる。従来作のヴァルキュリアに当たる。
- 魔防の叫び…「応援」コマンド選択時、周囲2マス以内にいる味方の魔防+4（1ターン）。
- 戦闘指揮…周囲2マス以内の味方が戦闘時、与えるダメージ+2、受けるダメージ-2。

バトラー / メイド
ロッドナイトの上級職。主人のために尽くす執事と召使い。杖と暗器で主人を守る。
- ご奉仕の喜び…自分が杖で味方を回復させる時、自分も同じ量だけ回復する。
- 魔殺し…敵が魔道書を装備している場合、自分の命中・回避+50。

マーナガルム
ガルーの上級職。より強靭な肉体の高位人狼。ガルーよりも優れた能力を持つ。
- 奇妙な泣き声…奇数ターン開始時、HPが最大HPの40％回復。
- 四牙…戦闘後、敵のHPを最大HPの20％減少させる。

#### ＊その他の兵種＊
歌姫
アクア専用職。1ターンに1回「歌う」コマンドで味方を再行動させることができる。武器は槍。
- 幸運+4…自分の幸運+4。
- 特別な歌…「歌う」コマンドを使用した味方の技・速さ・幸運+3（1ターン）。
- 平和の声…周囲2マス以内の敵が戦闘時、敵が与える物理ダメージ-2。
- 異邦の王女…周囲2マス以内の異邦の軍の敵が戦闘時、敵が与えるダメージ－2、受けるダメージ＋2。

ランサー
敵専用兵種。暗夜王国の一般兵士。槍を使って戦う。
ノスフェラトゥ
敵専用兵種。死した怪物。拳で殴りつけ人に襲い掛かる。
絡繰人形
敵専用兵種。絡繰で動く白夜の人形兵器。鋸と和弓を使って敵を撃退する。
ゴーレム
敵専用兵種。邪術で動く暗夜の石像兵器。遠く離れた場所に岩塊を投げつけ敵を攻撃する。
魔戦士
2ルート以上の購入特典で入手できる「魔戦士の巻物」でクラスチェンジできる兵種。刀・金棒・手裏剣を使いこなす。
- 偶人の空蝉…偶数ターン、受ける魔法ダメージ-4。
- 精神統一…敵から攻撃された時、受ける魔法ダメージ-4。
- 心頭滅却…自分が受けた能力減少の回復速度が2倍になる。
- 居合一閃…自分から攻撃した時、与えるダメージ+7。

ダークファルコン
全3ルート購入特典で入手できる「黒天馬の翼」でクラスチェンジできる兵種。武器は槍と魔道書。
- 速さ+2…自分の速さ+2。
- リフレッシュ…ターン開始時、周囲2マス以内に誰もいない場合HP20％回復。
- 移動の叫び…「応援」コマンド選択時、周囲2マス以内にいる味方の移動+1（1ターン）。
- 疾風迅雷…自分から攻撃して敵を倒すと、1ターンに1度だけ再行動できる。

シューター
異界の兵種。DLC『砲手の試練場』のクリア報酬「シューター砲台」でクラスチェンジできる男性専用兵種。「砲台」コマンドで離れた敵を攻撃できる。武器は弓。
- 測量術…「砲台」コマンド使用時、砲台の命中+10
- 自動砲台…自分がシューターの時、ターン開始時に技％で発動し、自動的に攻撃範囲内の敵1体を攻撃する。
- 砲身改造…「砲台」コマンド使用時、砲台の範囲+1、内射程・外射程-1。
- 悪路踏破…自分がシューターの時、移動+1かつ進入可能な地形の移動コストを1として扱う。

魔女
異界の兵種。DLC『魔女の試練場』のクリア報酬「魔女の魔法陣」でクラスチェンジできる女性専用兵種。武器は魔道書。
- 暗闇の加護…ダークマージ系専用魔法が装備可能になる。
- 魔女の大釜…幸運％で発動。7ターン目まで、行動終了時に薬を入手。
- ワープ…「ワープ」コマンド使用時、自身を味方の隣接マスに移動し、続けて他の行動ができる。
- 魔女の毒薬…自分から攻撃した時、技×1.5％で発動。戦闘後、敵の移動力0、回避-20にする（1ターン）。

スターロード
異界の兵種。DLC『覚醒との邂逅』の初回クリア報酬「英雄王の紋章」でクラスチェンジできる男性専用兵種。武器は剣。
- 柔剣…自分の速さ+3、守備-1。
- カリスマ…自分の周囲2マス以内にいる味方の与えるダメージ+2。
- 防陣+…防陣の後衛時、獲得するデュアルガードポイントが1あがる。
- 速さの吸収…自分から攻撃して敵を倒すと、速さが2あがる（上昇値は最大で10）。

ヴァンガード
異界の兵種。DLC『神将の試練場』のクリア報酬「神将の紋章」でクラスチェンジできる男性専用兵種。武器は剣と斧。
- 剛剣…自分の力+3、速さ-1。
- 歴戦の勘…必殺回避+15。
- 天空…技×0.5％で発動。太陽と月光の2回連続攻撃。
- 力の吸収…自分から攻撃して敵を倒すと、力が2あがる（上昇値は最大で10）。

マスターロード
DLC『覚醒との邂逅』の初回クリア報酬「聖痕の紋章」でクラスチェンジできる女性専用兵種。武器は剣と槍。
- 攻陣+…デュアルアタックで与えるダメージが+3。
- カリスマ…自分の周囲2マス以内にいる味方の与えるダメージ+2。
- 天空…技×0.5％で発動。太陽と月光の2回連続攻撃。
- 覚醒…HPが半分以下のとき、命中・回避。必殺・必殺回避が+30。

神軍師
異界の兵種。DLC『見えざる史実（前編）』のクリア報酬「邪痕の紋章」でクラスチェンジできる男性専用兵種。武器は剣と魔道書。
- 戦術指南…防陣の後衛時、前衛の命中+10。
- 方陣…隣接している味方の必殺・必殺回避+10。
- 華炎…攻撃時、技％の確率で発動。魔法なら力、他なら魔力の半分ダメージ追加。
- 七色の叫び…「応援」コマンド選択時、周囲4マス以内にいる味方の魔力・技・速さ・幸運・守備・魔防+2（1ターン）。

### マイキャッスル
ストーリー中盤から登場するプレイヤーの拠点となる場所。ストーリーを進行したりすると貯まる竜脈値を使い、さまざまな施設を設置できる。マイキャッスルには朝・昼・夕方・夜の4つの時間帯があり、マップをクリアするか実際の時間が6時間経過すると時間が切り替わる。各施設では仲間キャラクターが店番を担当することがあり、組み合わせによっては割引などの特典がある。マイキャッスルには鉱石と食材を収穫できる施設が各プレイヤーごとに1種類ずつ（透魔編では2種類ずつ）与えられ、収穫物は食堂や練成屋で使用できる。
また、すれちがい通信やインターネット通信を利用し、他のプレイヤーのマイキャッスルに訪問したりマイキャッスル内で戦闘を行うなど、様々な交流をすることができる。
マイルーム
最初から設置されている主人公の家。髪形を変えたり、仲間を部屋に呼んでスキンシップを取ることができる。主人公が結婚すると結婚相手がマイルームに住むようになり、特別なイベントが発生するようになる。
リリスの神殿
マイキャッスルを守護する星竜リリスがいる神殿。各時間ごとに食材を1つリリスにあげることで、リリスのレベルを上げることができる。リリスはマイキャッスル戦で友軍として戦闘に参加してくれる。
武器屋・道具屋
武器や道具を購入できる。売っているものは選んだルートで異なり、レベルを上げるとより質のいいものを購入できたり、数量限定品の在庫が増えたりする。なお、透魔編では両方の店を建設できる。
アクセサリー屋
味方ユニットに装備させることができるアクセサリーを鉱石や食材と引き換えに購入できる。アクセサリを装備すると、外見が変化するとともに、マイキャッスル戦を有利にする補正や特定施設の店番をしやすくなる効果が得られる。レベルを上げると商品の種類が増える。所持アクセサリーは他プレイヤーのマイキャッスルを訪問した際にプレゼントすることも可能（自身の所持分は無くならない）。
魔符屋
自軍ユニットとして使用できる魔符を購入できる。販売されている魔符は仲間になっているユニットと一般兵で、能力が高いほど値段が高くなる。
クジ引き屋
無料でクジを引き、結果に応じたアイテムや素材を入手できる。ルートによって賞品は異なり、透魔編では一日にどちらか一方のクジを選んで引ける。昼になると訪問できるようになる。
牢屋
「捕獲」スキルを持った味方ユニットの捕獲コマンドを使用して敵ユニット（一部ボスを除く）を倒すことで捕虜にできる。捕虜は鉱石や食材と引き換えに「スカウト」するか、牢番の味方ユニットに「説得」させることで味方ユニットとして使用できるようになる。レベルを上げると収容可能人数が増える。
食堂
食材を調理し、出来上がった料理を味方に振る舞うことができる。料理の種類や各人の好みによって、次回出撃時に最大±2のパラメータ補正がかかる。店番のユニットによって味の出来は大きく異なり、料理が苦手なユニットだと一部の能力が下がることもある。レベルを上げると複数の食材を使えるようになったり補正が味方全員にかかるようになる。
練成屋
武器アイテムの強化や改名ができる。強化は同じ武器アイテム2個と対応した鉱石を消費して行い、白夜の武器は白夜、暗夜の武器は暗夜の錬成所でなければ扱うことができない（透魔は両方に対応可能）。
闘技場
食材や鉱石を賭け戦闘を行い、勝利すれば賭けた分の倍をもらえる。闘技場のレベルによって最大3回まで挑戦できるが、敗北すると賭けた分を失う。参加するのはランダムで選ばれる店番とそのユニットと支援度が高いユニットの2人。戦闘前に、どちらが前衛につくか選択する。なお装備品は闘技場固有のものになる。
温泉
仲間と温泉で会話することができる。効果は特にない。レベルが上がると同時に出会える人数が増える。異性ユニットが入浴中の場合は追い出されてしまうが、支援度がSであれば混浴ができる。
ゴーレム・絡繰人形
マイキャッスル戦で友軍として戦ってくれる。設置できるのは各3体で、操作は出来ない。
弓砲台・魔道砲台・暗器砲台
それぞれの武器を使えるユニットで長射程・広範囲の遠距離攻撃ができる。ただし、この攻撃でトドメをさすことはできない。レベルが上がると性能が上がる。
仲間の像
それぞれのユニットで一定数の敵を倒すと設置できる。設置すると該当するユニットのパラメータ上限があがる。レベルが上がると効果が支援相手や軍全体に及ぶようになる。この効果はマイキャッスル内だけでなくシナリオ本編でも発揮される。
資料館
最初から設置されている施設。ユニット同士の相性占いや味方ユニットのプロフィールを見ることができる図書館、イベントムービーやBGMを視聴できる劇場、過去の支援会話を見直せる支援会話回想がある。劇場や支援会話回想ではすべてのセーブデータで発生した項目が反映される。

## ストーリー
物語は6章冒頭の選択で3つに分岐する。
ファイアーエムブレムif 白夜王国 / FIRE EMBLEM Fates Birthright
白夜王国につき、暗夜王国の暴虐に敵国の立場から立ち向かう。
ファイアーエムブレムif 暗夜王国 / FIRE EMBLEM Fates Conquest
暗夜王国につき、白夜と戦いながら暗夜を内側から変えるべく奮闘する。このシナリオでは遭遇戦が発生しない。
ファイアーエムブレムif インビジブルキングダム / FIRE EMBLEM Fates Revelation
どちらにもつかず、戦乱の裏にある真の敵に立ち向かうべく両国から仲間を集めていく。

## 設定

本作の勢力図。赤：白夜王国　紫：暗夜王国　水色：イズモ公国　緑：フウマ公国　黄：中立諸公国

主人公は白夜王国の王家に生まれ暗夜王国で育ったという境遇にあるが、どちらの国につくかはプレイヤー次第である。
白夜王国（びゃくやおうこく）
日本国外版名はHOSHIDO KINGDOM。日本に非常に良く似た文化の王国。日本版名はタイトルも兼ねている。
暗夜王国（あんやおうこく）
日本国外版名はNOHR KINGDOM。日本版名はタイトルも兼ねている。
透魔王国 / インビジブルキングダム
白夜と暗夜の狭間にある不可視の王国。英名が第三のシナリオおよび日本版のタイトルも兼ねている。

## キャラクター

### 共通
主人公 / カムイ
声 - 島﨑信長（男）、佐藤聡美（女）
初期兵種：ダークプリンス（男）、ダークプリンセス（女） / 固有スキル：不思議な魅力 - 後衛時、前衛と支援レベルが高ければ命中率と与えるダメージが上がり、被ダメージが下がる。
軍の中で一番：特別な力を秘めている / 誕生日：任意 / 称号：未来を選びし者（白夜・暗夜）、新たなる透魔王（透魔）
本作の主人公。髪型や顔などに加えて、声や口調も一定の幅で調整できる。「カムイ」はデフォルト名で、日本国外版ではCorrin。竜の血が濃く「竜石」を使うと、白銀の竜に変身することができる。広い度量と高いカリスマ性を持つ心優しい性格。
白夜王国の王族だが、その出自は謎に包まれている。幼少期、シュヴァリエ公国で暗夜国王ガロンに攫われ、暗夜王国で育てられた。長年幽閉同然の生活だったが、攫われた恐怖からかそれ以前の記憶を失った上、王族や家臣たちも優しく接してくれたため、その境遇に疑問を持つことはなかった。
自らが選んだ道によっては自らが一国の王となる。
2015年12月16日には『大乱闘スマッシュブラザーズ for Nintendo 3DS / Wii U』に追加DLCキャラクターとしての参戦が発表された。
2018年12月7日発売の『大乱闘スマッシュブラザーズ SPECIAL』では、隠しキャラクターとして登場する。
魔剣ガングレリ
物語序盤、ガロン王から与えられる禍々しい形状の剣。異界の魔剣と言われているが出所は不明。同じ物が全部で三本存在したが序盤で1つ大破してしまう。
神刀「夜刀神（やとのかみ）」
破壊された炎の広場から現れた伝説の刀。形状は金色の剣に近い。刀身の根元に4つの窪みがある。世界を救う勇者の刀で、刀自らが所有者を選ぶと言われている。
作中で2度の進化を遂げ名前も変化するが、その名前は選択したルートにより異なる。
アクア
声 - Lynn、蓮花（歌唱パート）
初期兵種：歌姫 / 固有スキル：癒しの声 - ターン開始時、周囲2マス以内にいる味方のHPを最大HPの10％回復する。
軍の中で一番：寝癖がひどい / 誕生日：3月3日 / 称号：泉の歌姫
日本国外版名はAzura。暗夜王国の王女だが、主人公同様その出自は謎に包まれている。主人公を攫った報復として、対の人質として白夜王国に攫われた。しかし、元々祖国では後妻の子だった故に、先妻支持派の有力貴族や他の側室から虐げられており、周囲の圧力で他の兄弟たちと関わる機会も与えられなかった。一方で白夜王国では女王ミコトからは実の娘同然に育てられ、白夜の兄弟たちとも仲が良かった為、白夜王国に悪意を抱くことはなく逆に白夜王国に心を寄せている。
歌を介して特殊な能力を発揮できる。物静かであまり感情を表に出すことはない。
ギュンター
声 - 納谷六朗
初期兵種：グレートナイト / 固有スキル：絶対進攻 - 主人公の後衛についた時、主人公の命中率が上がり、与えるダメージが増える。
軍の中で一番：息切れしない / 誕生日：6月13日 / 称号：老騎士
長年暗夜王国に仕える熟練の騎士で、シリーズ伝統の序盤のお助け上級ユニット。平民出身だが、たたき上げで王城兵士となった実力派。世話役として幼い時から主人公を支えている。礼儀正しく、自他共に厳しい性格で、当時未熟だったジョーカーを鬼のような指導で有能な執事に鍛え上げた。
物語序盤、暗夜国王ガロンの命を受けたガンズに闇討ちされ無限渓谷に落とされ消息を絶つが、ある理由から生き永らえている。白夜編では序盤でしか使用できず、主人公が選んだ道によっては後に再会しても支援が発生しなかったり、敵として立ちはだかる可能性がある。
フェリシア
声 - ささきのぞみ
初期兵種：メイド / 固有スキル：絶対援護 - 主人公の後衛についた時、主人公が与えるダメージが増え、被ダメージが減る。
軍の中で一番：破壊神 / 誕生日：2月19日 / 称号：ドジメイド
主人公に仕える暗夜王国のメイド。主人公を慕う健気な頑張り屋だが、極度のドジっ娘で食器などを壊すことが多く、家事面で優秀な双子の姉フローラを慕っている。一方、戦闘は得意で家事とはうってかわって機敏な動きを見せる。
主人公が男性である場合、ジョーカーより先に仲間になり、女性の場合は中盤に合流する。
ジョーカー
声 - 諏訪部順一
初期兵種：バトラー / 固有スキル：絶対死守 - 主人公の後衛についた時、主人公の回避率が上がり、被ダメージが減る。
軍の中で一番：朝が苦手 / 誕生日：12月3日 / 称号：忠実なる執事
主人公に仕える暗夜王国の執事。貴族出身だが幼い頃に家を出され両親とは生き別れている。自身に生きる意味を与えてくれた主人公に多大な恩義を感じており忠誠心は非常に高い。頭脳明晰で同僚のフェリシアと違い家事・戦闘ともに有能だが、主人公以外には無愛想で口調も乱暴になる。なおギュンターの指導はもう二度と受けたくないとのこと。そういうこともあってギュンターを時々「ジジイ」と呼んでいる。
主人公が女性である場合、フェリシアより先に仲間になり、男性の場合は中盤に合流する。
スズカゼ
声 - 小野大輔
初期兵種：忍 / 固有スキル：絆の守り - 後衛時、前衛の幸運％で発動。前衛がHP0となる攻撃を受けても、HPが1残る。
軍の中で一番：モテる / 誕生日：10月2日 / 称号：涼風の忍
白夜王国に代々仕える忍の家系の出身。サイゾウの双子の弟。シリーズ伝統の「赤と緑の騎士」の緑に相当するキャラクターで、史上初の忍者でもある。
ぶっきらぼうな兄と違い礼儀正しく真面目な性格で、誰に対しても敬語を使う。幼い頃、力及ばず主人公をガロン王の魔の手から救えなかったことに負い目からか、兄と違い特定の主君は持っておらず王城に仕えている形だが、忠誠心は非常に高く自分の命も顧みない。
顔立ちが整っておりさらにその優しい性格のおかげで忍であるにもかかわらず多くの女性からモテる。
主人公が選んだ道によっては早く彼の過去を聞かなければ彼を失ってしまう事も起こり得る。
サイラス
声 - 奥村翔
初期兵種：ソシアルナイト / 固有スキル：友情の誓い - 主人公が味方かつHP半分以下の時、自分が与えるダメージが増え、被ダメージが下がる。
軍の中で一番：くせ毛 / 誕生日：11月1日 / 称号：友情の騎士
暗夜王国の新人騎士。貴族出身で、主人公とは幼い頃に一緒に遊んだ親友同士。主人公と再会することを目指し、騎士としての修行に励んできた。仲間想いで、気のいい性格。何事にも真っ直ぐで熱い一面を持つ。
白夜編・暗夜編では序盤に仲間となるが、透魔編では中盤に仲間になる。さらに暗夜編以外のルートではガロンの命令として、一度戦うことになる。
モズメ
声 - 木村珠莉
初期兵種：村人 / 固有スキル：農地の主 - 山・林・荒地・田畑地形にいる時、ターン開始時に最大HPの20％回復する。
軍の中で一番：サバイバル能力が高い / 誕生日：10月6日 / 称号：田舎娘
白夜王国辺境の村に住む少女。暗夜の魔物ノスフェラトゥに村を滅ぼされ、自身も殺されそうになったところを主人公に助けられ一行に加わる。関西弁風のなまりが入った口調が特徴。なにごとにも一生懸命な性格。農業の他、狩猟を得意にしており、小刀一本でイノシシを仕留めた事がある。
アシュラ
声 - 志賀麻登佳
初期兵種：アドベンチャラー / 固有スキル：ダーティファイト - 自分から攻撃して敵が反撃できない時、戦闘終了後に敵の力と速さを下げる。
軍の中で一番：遠泳が得意 / 誕生日：12月21日 / 称号：名を捨てた賊
暗夜王国の盗賊団頭目。元は白夜王国に仕えたコウガ公国出身の忍。暗夜王女だった幼いアクアの誘拐にも関与した。祖国を滅ぼしたフウマ公国に追いやられたため、暗夜王国に逃れて盗賊に身をやつしている。
外見・物腰共に粗野で飄々とした性格だが、根は優しい。フウマ公国への復讐と滅びた祖国の復興を夢見ている。
イザナ
声 - 遠近孝一
初期兵種：陰陽師 / 固有スキル：美しき王 - 周囲2マス以内にいる敵味方すべての与えるダメージを下げる。
軍の中で一番：多彩な言語を話せる / 誕生日：12月29日 / 称号：イズモ公王
中立国イズモ公国の公王。ある神祖竜の末裔で、優れた予知能力を持つ。神々しい美しい外見だが、そのような見た目に反し明るくノリがいい性格で客人を驚かせることがしばしば。普段の言動は軽いが、実際はかなりの切れ者。
白夜編・暗夜編で仲間になるが、透魔編では加入前に死亡してしまい仲間にならない。
リリス
声 - 村井かずさ
主人公が住む城塞で働く厩舎係の少女。正体はかつて主人公に助けられた星竜の末裔で、人間の姿を借りて主人公に仕えていた。主人公の危機を救ってからは、拠点となる城の守護竜となり、マイキャッスル戦では友軍として戦闘に参加してくれる。
ある重要人物の実妹でもあるが、それを本人に明かすことは決してない。

#### 子世代
カンナ
声 - 島﨑信長（男）、佐藤聡美（女）
初期兵種：ダークプリンス（男）、ダークプリンセス（女） / 固有スキル：竜の御子 - 竜石を装備していると、ターン開始時にHPが最大の15％分回復する。
軍の中で一番：竜石で遊んでいる / 誕生日：4月19日 / 称号：竜の御子
秘境で育った主人公の子供。前作のマークと同じく、性別は主人公と反対になる。子世代では一番年下で、誰とでも仲良くなれる無邪気で明るく素直な性格。主人公のことも非常に慕っているが、なかなか会えない寂しさを感じており、少し泣き虫なところもある。
シグレ
声 - 細谷佳正
初期兵種：天馬武者 / 固有スキル：チューニング - 周囲2マス以内の味方が自分よりもHPが低い時、最大HPの10％回復する応援コマンド。
軍の中で一番：高いところが好き / 誕生日：6月6日 / 称号：歌う天馬武者
秘境で育ったアクアの息子。今作では髪色が母遺伝であるため、子世代では唯一髪の色が固定になっている。母親譲りの美しい歌声を持つ青年。絵を描くことも趣味で絵の才能にも長けた芸術家肌。
穏やかで心優しい性格だが、マイペースでやや気分屋なところもある。
ディーア
声 - 井口祐一
初期兵種：ロッドナイト / 固有スキル：執事の嗜み - マイキャッスルで戦闘時、命中率と回避率、与えるダメージが増え、被ダメージが減る。
軍の中で一番：隠し芸が多い / 誕生日：11月16日 / 称号：無気力な杖使い
秘境で育ったジョーカーの息子。無気力かつ面倒くさがりの怠け者で、休む為に働くことがモットー。目元が影に覆われている。父親には何かと反発しているが、父親に叩き込まれた執事業務や武術には長けており、コーヒーや紅茶を淹れる腕は父親をも上回る。
ゾフィー
声 - 中村桜
初期兵種：ソシアルナイト / 固有スキル：おっちょこちょい - 自分から攻撃して命中した時、敵の守備を下げる。また、敵の衣服を剥ぎ取ることがある。
軍の中で一番：独り言が多い / 誕生日：7月21日 / 称号：おっちょこちょい
秘境で育ったサイラスの娘。父親のような立派な騎士を目指している少女。幼い頃に父親から譲り受けた愛馬「アヴェル」を相棒にしているが、まだ未熟でおっちょこちょいなゾフィーにはあまり懐いておらず、度々トラブルを起こしている。
ミドリコ
声 - 高野麻里佳
初期兵種：薬商人 / 固有スキル：幸運のおまじない - 幸運に関わる確率発動スキルの発動確率が上がる。
軍の中で一番：味覚が鋭い / 誕生日：5月17日 / 称号：しっかり者の
秘境で育ったスズカゼの娘。父親譲りの礼儀正しく真っ直ぐな性格の少女。悪事を働く賊を注意するしっかりしたところもある。薬に関する知識が豊富で、症状に合わせた処方ができ、疑問に思ったことはとことん追求する研究者肌。

### 白夜王国

#### 王家
リョウマ
声 - 中村悠一
初期兵種：剣聖 / 固有スキル：武士道 - 前衛時、後衛よりレベルが高いと与えるダメージと必殺率が上がり、被ダメージが下がる。
軍の中で一番：諦めが悪い / 誕生日：5月1日 / 称号：白夜の侍
白夜王国の第一王子で、カムイ・アクア・ヒノカ・タクミ・サクラの兄。専用武器「雷神刀」を持つ白夜王国一の実力者。武士道精神にあふれた性格で、やや堅苦しく不器用なところもあるが、家族や国民のことは心から愛し慈しむ。主人公に対しては時に厳しく、時に優しく接している。
同じく王家長兄であり暗夜王国王子のマークスとは通じ合う部分も多いが、国同士の仲が悪い上、主人公を巡る対立もあって、反りが合わずに何かと張り合う。
主人公が選んだ道によっては自らその命を絶つことになる。後で仲間になる場合含め白夜王国編以外のルートでは必ず敵として立ちはだかる。『ファイアーエムブレム0』では下級職の侍にもなっており、暗夜のドラゴンマスターにもなれる。
ヒノカ
声 - 名塚佳織
初期兵種：天馬武者 / 固有スキル：叱咤激励 - 周囲2マス以内にいる味方の与えるダメージが上がる。
軍の中で一番：面倒見がいい / 誕生日：8月18日 / 称号：紅の戦姫
白夜王国の第一王女で、リョウマの妹であり、カムイ・アクア・タクミ・サクラの姉。かつては普通の姫君だったが弟（妹）である主人公が暗夜王国へ連れ去られたことを切っ掛けに、武の道に入ったという過去を持つ。実直で朴訥な性格で、家族を愛する心優しく面倒見のいい一面を持つ。一方、生真面目さが災いし極端に手先が不器用な一面もある。
主人公が選んだ道によっては彼女が次期白夜女王となる。『ファイアーエムブレム0』では暗夜のメイドにもなれる。
タクミ
声 - 梶裕貴
初期兵種：弓使い / 固有スキル：対抗意識 - 前衛時、後衛よりレベルが低いと与えるダメージと必殺率が上がり、被ダメージが下がる。
軍の中で一番：夢見がよくない / 誕生日：12月14日 / 称号：神弓の使い手
白夜王国の第二王子で、カムイ・アクア・リョウマ・ヒノカの弟であり、サクラの兄。専用武器「風神弓」の使い手で、日々武芸を磨いており、弓の腕は確か。愛国心が強く心優しい好青年だが、他の兄妹に対する強いコンプレックスから感情の起伏が激しく、自己顕示欲の強い面も形成した。頭の良さも手伝い猜疑心が強く、暗夜王国と関わりがあるアクアと主人公を信じきれず、恐れと妬みを抱いて刺々しい態度を取る。しかし、心のどこかでは彼女たちを慕いたいという想いも抱える複雑な精神構造の持ち主。
主人公が選んだ道によってはこの不安定な性格は、彼の運命に暗い影を落とすことにもなる。
『ファイアーエムブレム0』では暗夜のソシアルナイトにもなれる。剣聖になるとスメラギと同じ衣装になる。
本編では後半あたりからようやくストーリーに絡むなど出番があまり多くないが、ドラマCDでは本編では見られない詳細が明らかになり、カムイのことを考えていたことが窺がえる。また、本編と異なりタクミ隊は3人とも仲が良い。
剣聖になると先代王である父スメラギと同じ衣装になるが、タクミを剣聖にするには、リョウマかヒナタと支援A＋にする必要がある。
サクラ
声 - 金元寿子
初期兵種：巫女 / 固有スキル：小さな声援 - 周囲2マス以内にいる味方の被ダメージが下がる。
軍の中で一番：癒し系 / 誕生日：4月9日 / 称号：慈しみの巫女
白夜王国の第二王女で、カムイ・アクア・リョウマ・ヒノカ・タクミの妹。口下手な内気で照れ屋な性格。家族や臣下に対しても敬語を使う。一方、他兄弟と同じく一度決めたことは絶対に譲らない芯の強さも持っている。極度の緊張により他人との会話が苦手だが、心を許したものには親密に接する。
『ファイアーエムブレム0』では暗夜のアーマーナイトにもなれる。戦巫女になるとミコトと同じ衣装になる。
ミコト
声 - 大原さやか
白夜王国の女王であり、主人公の生みの母。リョウマたち4人の子供とは血の繋がりは無いが、心優しい人柄から彼らからも実の母として慕われていた。暗夜兵の戦意を失わせる結界張ったり、予知能力を持つ。
暗夜王ガロンに暗殺された夫スメラギから王の座を継ぐも主人公が持ち込んだ魔剣の爆発から主人公を庇い亡くなる。
主人公が選んだ道によっては敵として立ちはだかる可能性がある。『ファイアーエムブレム0』では下級職のカードも存在する。
スメラギ
声 - 武虎
白夜王国の先代国王でありリョウマらの父。主人公らとシュヴァリエ公国を訪問するも、暗夜王ガロンの策謀により命を落とし、主人公も攫われた。
主人公が選んだ道によっては敵として立ちはだかる可能性がある。『ファイアーエムブレム0』では下級職のカードも存在する。

#### 仲間
サイゾウ
声 - 新垣樽助
初期兵種：忍 / 固有スキル：爆炎使い - 自分から攻撃かつHP半分以下の時、自分と2マス以内の敵のHPを最大HPの20％減少させる。
軍の中で一番：甘みが苦手 / 誕生日：10月2日 / 称号：爆炎使い
リョウマに仕える忍。代々白夜王家に仕える忍の家系出身で、5代目サイゾウの名を継ぐ天才忍者。スズカゼの双子の兄。シリーズ伝統の「赤と緑の騎士」の赤に相当するキャラクターで、史上初の忍者でもある。丁寧で冷静なスズカゼと違い、すぐに熱くなるぶっきらぼうな熱血漢。誇り高い忍で主君のリョウマには絶対の忠誠を誓う。
主人公が選んだ道によっては暗夜との戦いで命を落とすことになる。後で仲間になる場合含め白夜王国編以外のルートでは必ず敵として立ちはだかる。
名前を漢字で書くと「彩造」であるらしい。
カゲロウ
声 - 村川梨衣
初期兵種：忍 / 固有スキル：忍法車返し - 暗器（手裏剣）で攻撃された時、受けたダメージの半分を敵にも与える。
軍の中で一番：絵日記を書いている / 誕生日：7月26日 / 称号：古風な忍
リョウマに仕えるくの一。代々王家に仕える家柄の出身で病弱な兄に代わって忍となった。常に落ち着いた古風な性格で、熱くなりやすいサイゾウの歯止め役をすることが多い。絵を描くことが趣味だが、その作品はあまりにも独創的で他人にはあまり理解されない。
主人公が選んだ道によっては暗夜との戦いで命を落とすことになる。
アサマ
声 - 浜田賢二
初期兵種：修験者 / 固有スキル：天罰 - 武器を装備していない時、敵から攻撃を受けると、ダメージの半分を敵にも与える。
軍の中で一番：泣いたことがない / 誕生日：9月8日 / 称号：飄々とした僧
日本国外版名はAzama。ヒノカに仕える修験者。小さな神社に生まれ、ヒノカの臣下になる前は各地の霊山をめぐり僧侶の修行を積んでいた。修行中に墜落したヒノカを手当てしたことがきっかけで彼女にスカウトされている。聖職者だが毒舌家かつ達観しており、人当たりがいい温厚な顔で辛辣なことを平気でいう。
セツナ
声 - 石川綾乃
初期兵種：弓使い / 固有スキル：ぼんやり - 自分が杖で回復された時、回復量が1.5倍になる。
軍の中で一番：身体が柔らかい / 誕生日：5月20日 / 称号：ぼんやり
ヒノカに仕える女性。貴族出身で何不自由なく育ち、その流れで王城に仕え、なんとなくヒノカの臣下となった。弓の腕は確かだが、かなり天然かつマイペースな性格で、よくドジを踏み獣用の罠や落とし穴に嵌ることは日常茶飯事。神経が図太く、他人からの嫌味が全く通じない。
ヒナタ
声 - 市来光弘
初期兵種：侍 / 固有スキル：悪あがき - HPが半分以下になる剣・槍・斧の攻撃を受けた時、受けたダメージの半分を敵にも与える。
軍の中で一番：原っぱが好き / 誕生日：5月10日 / 称号：破天荒な侍
タクミに仕える少年。代々白夜王国に仕えてきた武家の出身。あまり物事を深く考えず、美人に滅法弱く騙されやすい単純な性格。喧嘩早いところもあるが、仲間想いで裏表がないため、周りからの人望は厚い。
主人公が選んだ道によっては暗夜との戦いで命を落とすことになる。
オボロ
声 - ささきのぞみ
初期兵種：槍術士 / 固有スキル：暗夜嫌い - 暗夜に関連する敵に与えるダメージが増える。
軍の中で一番：着替えが早い / 誕生日：11月28日 / 称号：魔王の顔
タクミに仕える少女。主君のタクミに淡い恋心を寄せている。生家は大きな呉服屋で流行の着物に詳しいおしゃれ好き。幼い頃に両親を暗夜王国の賊に殺されたことから、人一倍暗夜王国に強い憎しみを持ち、暗夜出身者を見ると自然に魔王のような顔になる。タクミ隊は主君のタクミとお揃いのポニーテールにしている。
主人公が選んだ道によっては暗夜との戦いで命を落とすことになる。
ツバキ
声 - 茂木たかまさ
初期兵種：天馬武者 / 固有スキル：完璧主義 - HPが最大時、命中と回避が上がる。
軍の中で一番：手がきれい / 誕生日：2月7日 / 称号：完璧主義
日本国外版名はSubaki。サクラに仕える天馬を乗りこなす青年。代々王家に仕える上流階級出身。おっとりした物腰で言動は軽いが、自分には厳しい性格。周囲からは天才肌と思われがちだが、実際は常に完璧な人間であることを目指す完全主義者の努力家。
カザハナ
声 - 菅谷弥生
初期兵種：侍 / 固有スキル：お転婆 - 自分から攻撃して敵を撃破した時、隣接する敵全員のHPを最大HPの20％分減少させる。
軍の中で一番：桜が好き / 誕生日：3月28日 / 称号：お転婆侍
日本国外版名はHana。サクラに仕える女侍で、サクラとは幼少時からの親友。王家とは遠い親戚にあたる貴族の出身で、父もかつてスメラギの臣下の侍であった。白夜王国でも指折りの侍として名高く、日々の鍛錬を欠かさない。遠慮を知らないお転婆な性格で、女扱いされることを嫌う。
ツクヨミ
声 - VALSHE
初期兵種：呪い師 / 固有スキル：尊大 - 自分のレベルが敵より低いと与えるダメージが増える。
軍の中で一番：牛乳を飲んでいる / 誕生日：9月19日 / 称号：少年呪い師
風の部族出身の少年。若くして呪い師として高い才能を持ち、高圧的で大人びた口調で話す自信家。一方で、暗いところが苦手で野菜が嫌いといった子供らしい一面もあり、特に身長が低いことを気にしている。
リンカ
声 - 石川由依
初期兵種：鬼人 / 固有スキル：炎の血 - 自分のHPが最大でない時、与えるダメージが増える。
軍の中で一番：体温が高い / 誕生日：2月5日 / 称号：炎の娘
炎の部族出身の女戦士。族長の父親の命に従い白夜王国に助太刀している。筋肉質で男勝りな勇敢な性格だが、熱くなりやすく冷静さに欠けることもある。部族の掟に誇りを持っており、孤高を重んじ他の仲間には必要以上に深入りせず距離を置いている。
オロチ
声 - 五十嵐由佳
初期兵種：呪い師 / 固有スキル：白夜の捕縛術 - マイキャッスルに牢屋があれば「捕獲」コマンドで敵一般兵を牢屋に送れる。
軍の中で一番：笑い上戸 / 誕生日：6月19日 / 称号：大人の呪い師
ミコトに仕えていた呪い師の女性。王城抱えの呪い師の家系に生まれ、高い魔力を買われ幼い頃から王城に召し抱えられている。古風で大人びた言動とは裏腹に、性格は明るく茶目っ気があり人をからかう事を好む。カゲロウとは幼い頃からの親友。
主人公が選んだ道によっては暗夜との戦いで命を落とすことになる。後に仲間になる場合含め白夜王国編以外のルートでは必ず敵として立ちはだかる。ミコトの死後は特定の主を持っておらず、絆の暗夜祭でヒノカの臣下となる事を打診される。
ニシキ
声 - 高橋勇太
初期兵種：妖狐 / 固有スキル：恩返し - 味方が自分を回復してくれた時、回復量の半分、相手も回復する。
軍の中で一番：姿勢がいい / 誕生日：7月12日 / 称号：妖狐の長
白夜王国の辺境に住む妖狐の青年。父親の後を継ぎ、一族の長として仲間たちをまとめている。人間に対しては友好的で親切にされると必ず恩を返す義理堅い性格。しかし逆に信用出来ない者や山への侵入者に対しては、敵意を感じずとも自衛として殺しにかかる冷徹な一面も持つ。美しいものが好きだが、自身もナルシストで、毛繕いにも余念がない。
主人公が選んだ道によっては暗夜との戦いで命を落とすことになる。
ユウギリ
声 - 古川玲
初期兵種：金鵄武者 / 固有スキル：勝者の愉悦 - 自分から攻撃して敵を撃破した時、自分の最大HPの20％HPが回復する。
軍の中で一番：聞き上手 / 誕生日：11月7日 / 称号：戦狂いの
ミコトに仕えていた王城兵士。王国有数の領主の娘。上品で一見穏やかな雰囲気を持つ大人の女性だが、敵の断末魔を聞くことを好む戦闘狂。若い頃はかなりの美人であったらしい。多くの武功を立てミコトの臣下となったが、その結果実家から勘当されている。
主人公が選んだ道によっては暗夜との戦いで命を落とすことになる。
クリムゾン
声 - 石川綾乃
初期兵種：ドラゴンマスター / 固有スキル：勝利への執念 - HPが1/4以下の時、必殺発生率が上がる。
軍の中で一番：光り物を好む / 誕生日：8月3日 / 称号：豪快な女竜騎士
暗夜王国の属国シュヴァリエ公国出身の女騎士。騎士の家系に生まれたが、暗夜王ガロンの横暴な支配に反発し反乱に参加する。さっぱりした豪快な性格で、光り物を好み武器や防具に飾り付けをすることが趣味。
主人公が選んだ道によっては悲惨な最期を迎えることとなる。後に仲間になる場合含め白夜王国編以外のルートでは必ず敵として立ちはだかる。
ユキムラ
声 - 清水秀光
初期兵種：絡繰師 / 固有スキル：軍略伝授 - 味方全員の命中率が上がる。
軍の中で一番：眼鏡が割れる / 誕生日：4月28日 / 称号：白夜の軍師
ミコトに仕えていた白夜王国の軍師。貴族出身で、同じく軍師であった父を持つ。物腰穏やかで真面目な性格だが、仕事には妥協しない厳しい一面も持つ。幼い頃に病死した父親に代わり、様々なことを教えてくれた先代国王スメラギを尊敬している。
白夜王国編でのみ仲間になり、それ以外のルートでは敵として立ちはだかる。
フウガ
声 - 松本大
初期兵種：兵法者 / 固有スキル：風の血 - 自分のHPが最大でない時、命中と回避が上がる。
軍の中で一番：子供に好かれる / 誕生日：1月8日 / 称号：風の長
風の部族の族長。先代国王スメラギとは若い頃からの親友。スメラギと共に多くの戦いを潜り抜けた屈強の戦士。子供に好かれやすく、幼い頃に両親を失ったツクヨミからも親同然として慕われている。白夜、暗夜の戦いには中立を取っており、透魔王国編でのみ仲間になるキャラクター。

#### 子世代
シノノメ
声 - 内匠靖明
初期兵種：槍術師 / 固有スキル：大儀の勇 - 前衛で攻陣・防陣相手のHPが最大でない時、与えるダメージが増え、被ダメージが減る。
軍の中で一番：腕相撲が強い / 誕生日：8月22日 / 称号：未完の大器
秘境で育ったリョウマの息子。気さくで負けず嫌いな性格で、強い者と戦うことを至上の喜びとし、父親を超えることが目標。やや自信過剰で、そのような性格を危惧したリョウマの意向で、自分が王族であることは知らないまま育った。リョウマが使う刀（雷神刀）に有利という理由から槍の道を選んだが、剣聖になると父リョウマと同じ衣装になる。
キサラギ
声 - 古島清孝
初期兵種：弓使い / 固有スキル：前向き - 待機コマンドを選択時、速さと幸運が上がる。
軍の中で一番：目がいい / 誕生日：7月4日 / 称号：前向きな弓使い
秘境で育ったタクミの息子。いろいろと捻くれたところがある父親と違い、能天気で人懐こい物事を前向きに考える性格。父親同様弓の腕に長けており、幼い頃から得意な狩りでは優れた視力を活かして大物を仕留めることがある。
グレイ
声 - 松本忍
初期兵種：忍 / 固有スキル：甘党 - 待機コマンドを選択時、HPが4回復する。
軍の中で一番：いい臭いがする / 誕生日：1月1日 / 称号：甘党の忍
秘境で育ったサイゾウの息子。生まれながら6代目サイゾウの名を継ぐことに反発し自由に生きることを望んでいる。グレイという名は、影の仕事を行う際に自分で決めた偽名で、暗夜の言葉で「灰色」という意味を持つ。父親と違い無類のお菓子好きで、食べ歩きと菓子作りが趣味。常に大量のお菓子を全身に隠し持っている。
前作『覚醒』に登場した盗賊ガイアに瓜二つな容姿をしており、甘い物好きな点も共通するが、血筋的な関係は謎に包まれている。またグレイの英語表記はガイアのアナグラム（Gurei→Guire）。さらに誕生日はガイアの1日前。
腰には今作のイラスト・キャラクターデザインを担当したコザキユースケの漫画およびその主人公である「どーにゃつ」の顔をしたアクセサリーを付けている。
キヌ
声 - 中恵光城
初期兵種：妖狐 / 固有スキル：じゃれつき - 自軍ターン開始時、隣接している全ての敵のHPを5下げる。
軍の中で一番：恐怖心が薄い / 誕生日：10月20日 / 称号：じゃれつき妖狐
秘境で育ったニシキの娘。無邪気で人懐こい妖狐の少女。遊ぶことが大好きで常に遊び相手を求めている。安全な秘境で育ったため恐怖心が薄く、戦いには遊び感覚しか持っておらず敵を殺すことにも抵抗がない。
ヒサメ
声 - 市来光弘
初期兵種：侍 / 固有スキル：冷静沈着 - 待機コマンドを選択時、技と魔防が上がる。
軍の中で一番：若年寄 / 誕生日：9月27日 / 称号：冷静沈着の侍
秘境で育ったヒナタの息子。物腰柔らかく常に真面目で慎重な性格。頑固なところがあり正反対な性格の父親には反発することが多い。お茶と漬物を好み、糠床で漬物を自作するといった年齢に似合わない年寄りのような趣味を持つ。
ミタマ
声 - 佐藤あずさ
初期兵種：巫女 / 固有スキル：五七五 - ターン開始時、自身を中心に縦一列に味方が3人並んでいる時、自身のHPが7、上下にいる味方のHPが5回復する。
軍の中で一番：夢の中にいる / 誕生日：6月26日 / 称号：歌詠みの巫女
秘境で育ったアサマの娘。アサマに似て物腰は丁寧だが、かなりの毒舌家。瞳に星型がある（アサマも同じ瞳らしい）。寝ることが何よりも好きで、寝ている時に周りで何が起ころうと一切動じず二度寝する図太い神経の持ち主。自分の心情を短歌や俳句の五七五の形で表現することが多いが、内容は辛辣なものもある。
マトイ
声 - 岡田栄美
初期兵種：天馬武者 / 固有スキル：天才肌 - 敵の力・魔力の高い方が自分の力・魔力より高い時、敵に与えるダメージが増える。
軍の中で一番：惚れっぽい / 誕生日：7月6日 / 称号：完璧を追う翼
秘境で育ったツバキの娘。完璧な父親のような人物になることを目標にしており武術や学問に励む少女。あらゆることをそつなくこなす天才肌で、周りからは羨望の眼差しを向けられているが、本人はまだまだ未熟と思っている。
前作『覚醒』に登場したティアモに瓜二つな容姿をしており、『インビジブルキングダム』でティアモの娘であるルーナ（セレナ）が母親となった場合、加入時にルーナとの専用の会話が追加され、支援会話も専用のものになる。DLCマップ「覚醒との邂逅」では、前作主人公クロムからティアモに見間違えられる。マトイの英語表記はティアモのアナグラム（Matoi→Tiamo）で、誕生日はティアモの1日前。
シャラ
声 - 阿久津加菜
初期兵種：呪い師 / 固有スキル：執念 - そのマップで自身が一度戦闘した敵に攻撃した時、与えるダメージが増える。
軍の中で一番：美脚 / 誕生日：4月1日 / 称号：執念の呪い師
秘境で育ったツクヨミの娘。怪しげな呪術の研究に没頭しており、住む家の付近は毒沼と化し大量のノスフェラトゥを召喚していた。他人との交流はあまり好まない一方で思い込みが激しく一途な性格で、気に入った相手に付きまとうことがある。
『覚醒』に登場したサーリャに瓜二つな容姿をしており、主人公に関心を持ち、つきまとう点も共通する（担当声優も同一）。主人公が母親となった場合、加入時の会話が少々変わる。
また彼女との支援会話では、シャラの占いにてサーリャの前世と見られる描写がある。主人公と彼女の支援A会話でカムイはクリス（『新・紋章の謎』のマイユニットのデフォルト名）の前世で、シャラのロスト時の台詞から前作のマイユニットのルフレが来世であると考えられる。シャラの英語表記はサーリャのアナグラム（Syalla→Sallya）で、誕生日はサーリャの1日前。
主人公が女性の場合、唯一同性結婚が可能なキャラクター。

#### その他
モズ
白夜王国所属の忍。サイゾウ、スズカゼの代理で無限峡谷の砦を護っている。
ハイタカ
黒竜砦を護る白夜王国の槍術士。捕獲することで仲間に入れることが可能。
クマゲラ
ガロン王の命を狙う白夜王国の修羅。捕獲することで仲間に入れることが可能。

### 暗夜王国

#### 王家
マークス
声 - 小西克幸
初期兵種：パラディン / 固有スキル：騎士道 - 敵のHPが最大だと与えるダメージが上がり、被ダメージが減る。
軍の中で一番：字がきれい / 誕生日：10月27日 / 称号：暗夜の騎士
日本国外版名はXander。暗夜王国の第一王子で、カムイ・カミラ・レオン・エリーゼの兄。ガロン王から受け継いだ専用武器「ジークフリート」の使い手。国のためとして、王である父ガロンに従っている。主人公の義兄であり、戦いの師でもある。
寡黙で実直な性格でありやや堅苦しい印象があるが、本質的には家族想いな心優しい一面も持つ。主人公に対しては血の繋がりがなくとも本当の家族として接しており、暗夜ルートではガロンの目を盗み、さまざまな支援をしてくれる。
主人公が選んだ道によっては白夜との戦いで命を落とす。後で仲間になる場合含め暗夜王国編以外のルートでは必ず敵として立ちはだかる。『ファイアーエムブレム0』では下級職のソシアルナイトのカードもあり、白夜の陰陽師にもなれる。
ドラマCDでは数年前の様子が明らかにされており、その時はまだ感情に走る節があった。
カミラ
声 - 沢城みゆき
初期兵種：レヴナントナイト / 固有スキル：妖艶な花 - 隣接する味方の与えるダメージが3上がり、被ダメージが1減る。
軍の中で一番：お風呂好き / 誕生日：11月30日 / 称号：妖艶な花
暗夜王国の第一王女で、マークスの妹であり、カムイ・レオン・エリーゼの姉。可愛らしく強い女の子が好みで、臣下は女性のみ。大人の雰囲気を醸し出した母性溢れるおっとりした性格で、家族からの相談に乗ることも多い。主人公を溺愛しており彼（彼女）の為なら他者を殺すことも厭わない苛烈な一面も持つ。
後で仲間になる場合含め暗夜王国編以外のルートでは必ず敵として立ちはだかる。『ファイアーエムブレム0』では下級職のドラゴンナイトのカードもあり、白夜の婆娑羅にもなれる。
レオン
声 - 宮野真守
初期兵種：ダークナイト / 固有スキル：冷血 - 敵のHPが減っていると与えるダメージが上がり、被ダメージが減る。
軍の中で一番：トマトが好き / 誕生日：6月30日 / 称号：闇の王子
日本国外版名はLeo。暗夜王国の第二王子で、カムイ・マークス・カミラの弟であり、エリーゼの兄。専用武器「ブリュンヒルデ」の使い手。何でもそつなくこなす天才肌で、特に魔道を得意としており、"グラヴィティマスター"の異名を持つ。頭はいいがやや無愛想で身内以外にはあまり関心を持たず、冷酷に振舞うことがある。そのため冷徹非情な性格と思われがちだが、根は優しく法衣を裏表反対に着るなどやや抜けたところもある。
主人公が選んだ道によっては彼が次期暗夜王となる。『ファイアーエムブレム0』では下級職のダークマージのカードもあり、白夜の侍にもなれる。
ドラマCDでは本編開始数年前のレオンが登場し、姉のカムイ（女主人公）とのやりとりで子供らしさがよく出る。
エリーゼ
声 - 諏訪彩花
初期兵種：ロッドナイト / 固有スキル：可憐な花 - 隣接する味方の与えるダメージが1上がり、被ダメージが3減る。
軍の中で一番：家族想い / 誕生日：3月19日 / 称号：可憐な花
暗夜王国の第二王女で、カムイ・マークス・カミラ・レオンの妹。誰とでもすぐに打ち解ける無邪気で天真爛漫な性格。血の繋がらない主人公にもよく懐いており、世界で一番好きと公言している。よくお忍びで王国の地下街に抜け出しており、王族としては珍しく市井の生活をよく知っている。
どのルートを選んでもカムイの敵として立ちはだかる事はないが、主人公が選んだ道によっては白夜との戦いに巻き込まれて命を落とすことになる。『ファイアーエムブレム0』では白夜の忍にもなれる。
ガロン
声 - 大塚明夫
暗夜王国の王であり、主人公の育ての父。白夜王国の侵略を目論む野心家。猜疑心と支配欲が強く冷酷で、味方であっても異を唱える者は容赦なく命を奪う。実の子供達ですら己の野望の駒としか見ておらず、逆らったり失敗すれば殺すことも辞さない残虐な暴君。
ただし、昔からそのような人物であった訳ではなく、元々は子煩悩で王としても魅力ある人物であり、若かりし日は勇猛果敢で知られ、白夜国王スメラギとも切磋琢磨し合う間柄だった。しかし、後妻であるシェンメイの死を境に変心。ハイドラなる何者かを妄信し、その“御告げ”に従って動くようになってしまった。
二人の王妃の他にも多くの妾を抱えており、マークスとアクア以外は全員別々の妾の子である。他にも妾が生んだ子どもがいたらしいが、妾同士の争いで殺し合いとなり、現在の王子王女のみが生き残ったという。
実際の戦闘では巨大な戦斧「ベルヴェルク」しか使わないが、イベントでは魔法も使い、マクベスに魔法具を与えるなど、魔道に通じた描写も散見する。『ファイアーエムブレム0』では気高き王であった頃のジークフリートの剣を扱うソシアルナイトのカードが存在する。
魔法具
ガロン王が所有する超常的な効果を秘めるアイテム。遠隔操作式の起爆装置や太古の生物を一時的に蘇らせるような王族が操る竜脈の力に匹敵する効果を持つ物まである。出所は不明だが、魔剣ガングレリと同じ力で動いていると言われている。
シェンメイ
声 - 慶長佑香
ガロン王の後妻でアクアの母。マークスの母であるエカテリーナ王妃亡き後、新しい王妃として迎えられた。作中では既に故人。
主人公が選んだ道によっては敵として立ちはだかる可能性がある。
『ファイアーエムブレム0』では下級職のカードも存在する。

#### 仲間
ラズワルド
声 - 木島隆一
初期兵種：マーシナリー / 固有スキル：青の踊り - 1ターンのみ周囲2マス以内の全味方の力・速さが上がる応援コマンド。
軍の中で一番：夜中に出歩いている / 誕生日：8月7日 / 称号：花咲く笑顔
マークスの部下である青年。出身経歴は一切不明だが、腕は確かでその剣術はマークスも目を瞠るほど。ルーナ・オーディンとは長い付き合い。明るく社交的な性格でダンスが得意。女好きで休日はナンパをして過ごすのが習慣だが、軽い性格が災いし成果はいまひとつ。実際はかなりの恥ずかしがり屋。
正体は「覚醒」に登場したアズール本人。主人公が選んだ道によっては白夜との戦いで命を落とし、元の世界に帰り母や仲間と再会する事が叶わなくなる。後に仲間になる場合含め暗夜王国編以外のルートでは必ず敵として立ちはだかる。
ピエリ
声 - 高橋未奈美
初期兵種：ソシアルナイト / 固有スキル：殺戮本能 - 自分から攻撃して敵を撃破した時、1ターンのみ力・魔力・技・速さが上がる。
軍の中で一番：料理上手 / 誕生日：12月24日 / 称号：殺戮本能
日本国外版名はPeri。マークスの部下である少女騎士。名門貴族出身のお嬢様。暇潰しに出た武術大会で好成績を収めたのがマークスの目に留まりスカウトされた。無邪気で子供っぽいがイライラするとすぐに相手を殺したがる危険な性格で他人を攻撃したり殺すことに一切抵抗がない。敬語は使えず語尾に「なの」「の」と付けて喋る。泣いている時はマスカラが流れ出す。
主人公が選んだ道によっては白夜との戦いで命を落とすことになる。後で仲間になる場合含め暗夜王国編以外のルートでは必ず敵として立ちはだかる。
ルーナ
声 - 世戸さおり
初期兵種：マーシナリー / 固有スキル：負けん気 - 後衛時、前衛が必殺を出し、自分も攻撃を当てると必ず必殺になる。
軍の中で一番：無駄な買い物が多い / 誕生日：1月21日 / 称号：秘めた憧憬
カミラの部下である少女。出身経歴は一切不明で、ラズワルド・オーディンとは長い付き合い。何でも自分が一番でないと気が済まない、負けず嫌いな性格で、そのための努力は惜しまない。気が強くわがままだが気を許した友人には優しい。
正体は「覚醒」に登場したセレナ本人。後で仲間になる場合含め暗夜王国編以外のルートでは必ず敵として立ちはだかる。透魔編では母親そっくりの娘を生む可能性がある。
ベルカ
声 - 田澤茉純
初期兵種：ドラゴンナイト / 固有スキル：奇襲任務 - 反撃できない敵に攻撃した時、与えるダメージが増える。
軍の中で一番：毒物が効かない / 誕生日：2月26日 / 称号：殺し屋
カミラに仕える少女兵士。常に無表情で寡黙な性格。貧民街出身で親には捨てられている。幼い頃から暗殺者として教育を受け、凄腕の殺し屋として白夜にも名が知られている。カミラの暗殺任務を受けたところを逆に雇われ現在に至る。強い女の子が大好きなカミラのお気に入り。後で仲間になる場合含め暗夜王国編以外のルートでは必ず敵として立ちはだかる。
オーディン
声 - 高橋英則
初期兵種：ダークマージ / 固有スキル：血の疼き - 8文字全てが漢字の練成武器を装備すると必殺率が上がる。
軍の中で一番：血が騒ぐ / 誕生日：7月15日 / 称号：力を封印せし者
レオンに仕える呪術師。出身経歴は一切不明で、ラズワルド・ルーナとは長い付き合い。仰々しい芝居がかった口調が特徴で、新しい呪術やカッコいい必殺技の研究を日々行っている。よく血が騒いだり、力が暴走しそうになるらしい。特徴的過ぎる言動のせいであやしい人物と思われがちだが、実際は真面目なお人好し。
正体は「覚醒」に登場したウード本人。イーリス王家の聖痕は魔術により見えなくなっている。
ゼロ
声 - 子安武人
初期兵種：シーフ / 固有スキル：暗夜の捕縛術 - マイキャッスルに牢屋があれば「捕獲」コマンドで敵一般兵を牢屋に送れる。
軍の中で一番：月を見るのが好き / 誕生日：4月22日 / 称号：加虐性癖
レオンに仕える盗賊。最下層の貧民街出身で、天涯孤独の身。窃盗・暗殺の腕は暗夜王国屈指のもの。王城に盗みに入った際仲間に囮として裏切られ自暴自棄になったっところをレオンに拾われ臣下となった。他人が苦しむ姿を見ることを好むサディスティックな性格で、他人を困惑させ距離を置きたいために性別問わず意味深な言葉を投げかけ、破廉恥な言動を行う。
主人公が男性の場合、唯一同性結婚が可能なキャラクター。当然ながら同性結婚をすると、子供が2人も生まれなくなるため注意が必要。
ハロルド
声 - 北沢力
初期兵種：アクスファイター  / 固有スキル：不運の塊 - 自分と周囲2マスの敵の必殺回避を下げる。
軍の中で一番：ド派手に転ぶ / 誕生日：1月24日 / 称号：不運なヒーロー
日本国外版名はArthur。エリーゼに仕える戦士。王都の地下街出身で治安を守る町のヒーローであった。常に正義を追い求め、困っている人間がいれば我が身を顧みることなく手を差し伸べる実直なナイスガイだが、なぜか神に嫌われているレベルで運が悪くしばしばトラブルとなる。その運の悪さは幸運にも影響し、初期値が0（透魔王国では1）でほぼ成長しない。さらに専用スキル「不運の塊」で自身の被必殺率が5%上昇（周囲の敵も15%上昇）すると、歴代仲間キャラの中でも最悪の運の悪さを誇る。主人公が選んだ道によっては白夜との戦いに巻き込まれて命を落とすこともある。
白夜・暗夜の臣下の中で、唯一王族に仕えることになった経緯が語られていない。
エルフィ
声 - 桑原由気
初期兵種：アーマーナイト  / 固有スキル：怪力 - 相手より力が5以上あれば、与えるダメージが増える。
軍の中で一番：おかわりをする / 誕生日：4月13日 / 称号：怪力の重騎士
日本国外版名はEffie。エリーゼに仕える女重騎士。王都の地下街出身で、一時期地下街で暮らしていたエリーゼとは幼馴染で親友。おっとりした性格と見た目とは裏腹に怪力の持ち主で何事も力ずくで解決しようとする。その力の源にするためかなりの大食い。仲間を守りたい気持ちが強く、力をつけるため常識を逸脱した練を欠かさない。主人公が選んだ道によっては白夜との戦いに巻き込まれて命を落とすこともある。
ニュクス
声 - 木村珠莉
初期兵種：ダークマージ / 固有スキル：呪詛返し - 敵から魔法で攻撃された時、受けたダメージの半分を敵にも与える。
軍の中で一番：女心が分かる / 誕生日：2月17日 / 称号：幼き身体
暗夜王国に暮らす呪術師。呪詛に秀でた家柄の生まれ。外見は幼いが、非常に大人びていており冷静で落ち着いた性格。かつては力に溺れてあらゆる呪いを使役していたが呪いの代償で肉体の成長が止まってしまい、その後はあまり世間とは関わらずひっそりと暮らしている。軍属ではないため、白夜王国編では登場しない。
シャーロッテ
声 - 清水愛
初期兵種：アクスファイター / 固有スキル：女の本性 - 敵が女性なら与えるダメージと必殺率が上がる。
軍の中で一番：喧嘩が強い / 誕生日：5月4日 / 称号：女の本性
暗夜王国の国境警備兵の女性。一見純粋でおっとりした雰囲気に見えるが、異性に気に入られるための計算された演技であり、本性は乱暴で正体が知られるととたんにガサツな態度を取る。王都の平民層出身で、あまり裕福でない家庭で育ったため玉の輿を狙っている。
主人公が選んだ道によっては白夜との戦いで命を落とすことになる。後で仲間になる場合含め暗夜王国編以外のルートでは必ず敵として立ちはだかる。
主人公たちは本編開始時にはシャーロッテを知らないが、本編開始数年前を描いたドラマCDではショートカットで服装も本編と異なるという出で立ちでカムイをはじめとする王族たちと会っており、その時は互いに名前も知らず、シャーロッテはカムイ達から別人として認識されていた。
ブノワ
声 - 喜山茂雄
初期兵種：アーマーナイト / 固有スキル：強面 - 周囲2マスの全敵の回避が下がる。
軍の中で一番：クマと仲良し / 誕生日：3月24日 / 称号：強面の重騎士
暗夜王国の国境警備兵でシャーロッテの同僚。農村出身で動物と仲がいい。無愛想かつ寡黙で大柄、さらには強面であることから仲間からは必要以上に恐れられているが、実際は口下手なだけで戦闘の際には必ずお自作の守りを持っていくほどの小心者で、とても優しく仲間想いである。
主人公が選んだ道によっては白夜との戦いで命を落とすことになる。後で仲間になる場合含め暗夜王国編以外のルートでは必ず敵として立ちはだかる。
フランネル
声 - 大須賀純
初期兵種：ガルー / 固有スキル：拾いもの - 幸運％で発動。7ターン目まで、行動終了時に鉱石か食材を3つ入手する。
軍の中で一番：物に釣られるタイプ / 誕生日：10月30日 / 称号：人狼の長
暗夜王国のカイエン峰に住むガルーのリーダー。一匹狼を名乗っているが、明るく人懐っこい上に物につられやすい単純な性格で、時々道に迷っては町に出てくる間抜けな面もあるが戦闘では残虐な一面も見せる。丸まったホコリや大きな虫などが好きで、変わったものを集める癖がある。主人公が選んだ道によっては白夜との戦いで命を落とすことになる。
フローラ
声 - 加隈亜衣
初期兵種：メイド / 固有スキル：氷の血 - HPが最大でない時に間接攻撃を受けた時、ダメージの半分を敵にも与え、敵の技と速さを下げる。
軍の中で一番：嫉妬心が強い / 誕生日：2月19日 / 称号：氷のメイド
主人公に仕えるメイド。氷の部族の族長の娘でフェリシアの双子の姉。ドジで失敗が多い妹と違い、家事全般は非常に優秀、一方で戦闘は妹ほど得意ではないらしい。真面目で心優しく気配りができる性格だが、真面目すぎるゆえに物事を重く捉えてしまうことがある。
その性格は主人公が選んだ道によっては彼女を悲惨な最期に導くことになる。どのルートでも敵として立ちはだかる事になるが、白夜編以外では仲間になる。

#### その他
マクベス
声 - 江越彬紀
暗夜王国の軍師。クラスはソーサラー。幻術を得意とし、卑劣な策を弄して暗躍するのを好む。ガロンに絶対の忠誠を誓っており、王に敵対するものは王族であろうと容赦しない。白夜王国で育った主人公を危険視している。
慇懃無礼で猜疑心が強く、粘着質な性格。自国の勝利や目的のためなら手段を選ばず、卑劣な策も辞さないため、自国の王子や王女から信頼されていない。どのルートを選んでも最終的に敵として戦うことになる。
ソーサラーでありながら、魔道書だけでなく杖も使用する特殊仕様となっている。
ガンズ
声 - 小谷津央典
暗夜王国の将軍。クラスはバーサーカー。過去に数々の略奪や殺人を重ねてきた重罪人だが、ガロンによって兵に取り立てられ成り上がった。行く行くは一国の王になろうという野望を持っている。
見た目通りの残虐で粗暴な人物だが、渓谷に警備同行した際には隊を敷く白夜王国軍に攻撃を仕掛け、主人公らを交戦せざるを得ない状況に追い込んだり、ギュンターに闇討ちを仕掛けたりと、狡猾な面も持つ。出世欲が強く、欲しいものは力づくで奪い取り、弱者や無抵抗の者を虐殺して愉しむ残虐なやり口から、マクベスと同じく他の王族からは信頼されていない。
序盤で友軍として登場するが、どのルートを選んでも最終的に敵として戦うことになる。
ゾーラ
声 - いずみ尚
暗夜王国の魔道士。姿をまったくの別人に変える幻影魔法の使い手。その能力を使って戦場を混乱させたり、謀略を進めたりと暗躍する。
クーリア
声 - 喜山茂雄
氷の民の族長の魔術師。フローラとフェリシアの父。
カシータ
声 - 村井かずさ
エリーゼの乳母に当たる初老女性。おしゃべり好きで、現在は王都の地下街で暮らしている。
???
黒衣に身を包んだ異形の存在。白夜王国の炎の広場に現れ主人公の持つ魔剣を奪い、それを爆発させて広場を破壊し女王ミコトを含めた多くの町民を殺した。さらに生き残った主人公を殺すべく、同じく異形の兵を率いて襲いかかる。
暗夜国王ガロンの企みによって送り込まれたらしいこと、リョウマすら凌ぐ剣技を持つこと、ステータス画面から王族らしいこと以外、一切が謎に包まれている。透魔王国編では終盤になり、その正体が明かされる。
ダニエラ
暗夜王国国境の砦を護るストラテジスト。残忍な性格。捕獲することで仲間に入れることが可能。
ナハト
声 - 浜田賢二
かつては暗夜王国の兵士であったが賊に身を落とした。クラスはレヴナントナイト。あらゆることに無気力だが、生きることへの執着だけは人一倍に強い。捕獲することで仲間に入れることが可能。
ドラジェ
声 - 慶長佑香
探検一筋の人生を貫く暗夜王国の伝説の女天才探検家。クラスはアドベンチャラー。太った見た目とは裏腹に素早さが自慢。どんな願いも叶うという薬草「神竜草」に目を付け、狙っている。捕獲することで仲間に入れることが可能。前述の肥満体型から専用のモデルとなっており、クラスチェンジが不可能となっている。

#### 子世代
ジークベルト
声 - 河西健吾
初期兵種：ソシアルナイト / 固有スキル：レディーファースト - 後衛時、前衛が女性ならその相手の与えるダメージが増える。
軍の中で一番：歯が白い / 誕生日：5月28日 / 称号：未来の暗夜王
秘境で育ったマークスの息子。将来の暗夜王国の王として相応しい人物になるため、幼い頃から帝王学や剣術を学んできたエリート肌。非常に真面目な性格だが、それが災いし悩みを抱え込んでしまうことがある。パラディンになると父と同じ衣装になる。盾の紋様だけは異なるが、アクセサリーで同じ物にすることは可能。
フォレオ
声 - 高橋勇太
初期兵種：ロッドナイト / 固有スキル：だまし討ち - 男性から攻撃されると、敵に与えるダメージが増える。
軍の中で一番：血が苦手/ 誕生日：3月13日 / 称号：可愛らしい王子
秘境で育ったレオンの息子。可愛らしい服や装飾品を身につけた可憐な少女のような外見をした少年。丁寧な口調で、傷ついた人々を無視できない心優しい性格。またそのような外見から当初は叔母のエリーゼは誰か分からず、レオンからも軽蔑されたが、怪我を負った人を献身的に介抱する姿を見て考えを改めている。服作りが得意で、自分が着ている服も自作したもの。戦いを好まない性格だが、魔道の才能はレオンも認めるほど。ちなみに本人は可愛い服や装飾品が好きなだけで、同性愛者ではない。
男女兼用の兵種の場合は女性モーションになる。服を着ている時の3Dモデルでは女性モデルだが、脱いだ場合は男性モデルとなっている。
『ファイアーエムブレム0』では、下級職のカードに「このカードは<女>としても扱う」というスキルが付けられている。
イグニス
声 - 江越彬紀
初期兵種：アーマーナイト / 固有スキル：臆病 - 前衛の時、被ダメージが減る。逆に攻陣・防陣をしていないとき被ダメージが増える。
軍の中で一番：びびり / 誕生日：8月16日 / 称号：臆病な重騎士
秘境で育ったブノワの息子。兵士として人の盾になる父親を尊敬し、同じアーマーナイトについた青年。宝物は父親からもらったお守り。口下手で臆病といった父親と同じところを引き継いでいるため、仲間からはさまざまな誤解を受けてしまっている。
ベロア
声 - 荒川美穂
初期兵種：ガルー / 固有スキル：ひろい食い - ターン開始時、幸運％で発動。HPが10回復する。
軍の中で一番：部屋が汚い / 誕生日：10月11日 / 称号：狼の娘
秘境で育ったフランネルの娘。赤い頭巾をかぶったガルーの少女。変わり者で他人にはほとんど関心を示さず一人でいることを好む。嗅覚が非常に鋭く森の中でさまざまなものを拾って収集している。父親のことが大好きで、匂いを嗅ぎつけるとどこであろうと父親を追いかけていく。
ルッツ
声 - 村中知
初期兵種：ドラゴンナイト / 固有スキル：強運の塊 - 自分と周囲2マスにいる味方の必殺回避率を上げる。
軍の中で一番：流れ星を見つける / 誕生日：9月5日 / 称号：幸運なヒーロー
秘境で育ったハロルドの息子。父親のような正義のヒーローを目標にしているマスクをつけた少年。常に明るく元気いっぱいな性格。父からもらった「ミシェル」という名のドラゴンを相棒にしている。父親とは反対に強運の持ち主。ルッツの固有スキルはハロルドの固有スキルのデメリットを相殺する特徴がある。
オフェリア
声 - 桑原由気
初期兵種：ダークマージ / 固有スキル：乙女心の躍動 - 魔道書を3つ以上所持している時、必殺率が上がる。
軍の中で一番：スキップが上手い / 誕生日：9月15日 / 称号：乙女心の躍動
秘境で育ったオーディンの娘。正義感あふれる心優しい少女。自称「宵闇のオフェリア」で、必殺技は「アウェイキング・ホーリー」。父親同様やや仰々しい口調が特徴で、その言動は町を襲う賊ですら困惑させるほど。ただ綺麗なものを見ると、自然と年相応の口調になる女の子らしい一面もある。
父親から聖痕も受け継いでいるらしいが、どこにあるのかは不明。前作に登場したリズの孫に当たり、うつむき加減や猫っ毛、軍の中で一番「スキップが上手い」（リズは「飛び跳ねている」）などオーディンから言われている通り、祖母によく似ている。マルスの末裔でもある。
ソレイユ
声 - 鈴木絵理
初期兵種：マーシナリー / 固有スキル：女の子好き - 前衛時、後衛が女性なら与えるダメージが増え、被ダメージが下がる。
軍の中で一番：歌が下手くそ / 誕生日：8月31日 / 称号：女の子好き
秘境で育ったラズワルドの娘。父親の教えに従い常に笑顔を絶やさない少女。恥ずかしがり屋の父親と違い、羞恥心はない。女の子好きであり、女の子をお茶に誘うことが日課で、失敗したことは一度もないという。仲間にもナンパをするが、女の子に見えるフォレオにもナンパをしたり、自分の母親にまでナンパをするなど見境はない。
前作に登場したオリヴィエの孫に当たり、祖母のものとよく似たヘアバンドを付けている（衝動買いしたもの）。祖母と違って踊りや歌のセンスはない。またデフォルトの髪色は祖母と同じピンク色。
エポニーヌ
声 - 辻あゆみ
初期兵種：シーフ / 固有スキル：邪な空想 - 男性同士の防陣が隣接している時、与えるダメージが増え、被ダメージが下がる。
軍の中で一番：異性と話すのが苦手 / 誕生日：1月31日 / 称号：邪な空想
秘境で育ったゼロの娘。悪徳商人から財産を盗み貧しい人に配る義賊として活動していた少女。父親からは盗みをやめるよう苦言を呈されているが反発している。男性同士の妙な空想をする変わった癖の持ち主（腐女子）でもある。

### 透魔王国
透魔竜ハイドラ
声 - 大塚明夫（竜）、島崎信長（人間体）
暗夜国王ガロンの口からその存在が語られ、一部の古文書にも名を残す水を司る神祖竜。本体は『インビジブルキングダム』にて登場する。
自身は人々のために働いたのにもかかわらず、強大な力を恐れ迫害されたことを憎む。とあるきょうだいの父親でもある。
ロンタオ
声 - 菅谷弥生
透魔王国で主人公たちが出会う少年。主人公らに助けを求めるが、実はハイドラの手下。罠に嵌めようとするが失敗し、ハイドラの手によって怪物に変えられてしまう。

### その他
アンナ
声 - 世戸さおり
初期兵種：シーフ / 固有スキル：一攫千金 - 幸運％で発動。敵撃破時、ゴールドを入手。
軍の中で一番：副業が多い / 誕生日：6月10日 / 称号：秘密の行商人
シリーズお馴染みの行商人の女性で、同じ顔と名前の姉妹を何人か持つ。愛想良く好奇心持てる性格だがお金のために常識を逸することもある。
今回登場するのはそのうちの1人でDLC異伝『盗賊アンナ』をクリアすると仲間入りする。
虹の賢者
声 - 武虎
ノートルディア公国山頂に聳え立つ「七重の塔」に隠棲し、訪れる者に試練を与える謎めいた老人。
コタロウ
声 - 清水秀光
フウマ公国公王。しかし公王の地位に満足出来ず、一国の王になるべく裏で暗夜王国と結託する。コウガ公国を滅ぼし、サイゾウとスズカゼの父を謀殺している。この他にも彼に謀殺された者が数多くいるという話もある、罪深き野心家。
ララ
声 - 五十嵐由佳
ミューズ公国の歌姫の一人。
ホルモン＆ウィリアム
いつも2人仲良く行動するシリーズ恒例謎の双子のバーサーカー。竜の子を捕まえようと秘境に現れる。2人とも捕獲することで仲間に入れることが可能。
DLC異伝『遺跡の財宝』では遺跡に眠る財宝を守る善人として登場、見た目に反してまったく戦えないため主人公たちに遺跡荒らしを退治してほしいと懇願してくる。またDLC異伝『盗賊アンナ』では同顔の大量の兄弟と共にアンナを捕まえようとしていた。
バンバ
秘境付近で悪事を働く悪党の親玉。クラスは狂戦士。捕獲することで仲間に入れることが可能。
ファンク
金で悪事を働く小悪党。クラスはアドベンチャラー。グレイと共にある富豪の暗殺を企むが、仕事を降りようとするグレイに責任を取らせようと襲い掛かってくる。捕獲することで仲間に入れることが可能。
ダイチ
秘境付近で悪事を働く悪党の親玉。クラスは槍術士⇒婆娑羅。歌舞伎役者のような格好をしている。妖狐を捉えて毛皮を売り捌いていた。捕獲することで仲間に入れることが可能。
ガザック
秘境付近の町を縄張りとする賊の親玉。クラスはアクスファイター⇒バーサーカー。フォレオを女性と間違えて人質にとる。捕獲することで仲間に入れることが可能。
セノウ
魔術書の名産地で知られる町を襲撃した賊の親玉。クラスは薬商人⇒大商人。捕獲することで仲間に入れることが可能。
ヴァスハラ
町を襲撃する賊の親玉。クラスはマーシナリー⇒ブレイブヒーロー。もとは名のある剣士だった。捕獲することで仲間に入れることが可能。

### 他作品

#### 魔符（ユニット）
登場するユニットは7人。今後amiiboの発売が予定されているロイへの対応は予定されていない。

##### 全キャラ共通
上記のキャラクター達にはある誕生日の設定はなく支援関係・二次兵種は無しで上級職から出現する。マイキャッスルに出現。

##### 異なる点
| #                          | amiibo                           | サイファ                                                                 |
| -------------------------- | -------------------------------- | ------------------------------------------------------------------------ |
| LV                         | LV15                             | LV10                                                                     |
| 顔グラフィック             | 『if』のキャラクターに準じている | カードイラストに準じている                                               |
| ボイス                     | 有り                             | 無し                                                                     |
| 習得スキル                 | 4つ                              | 2つ                                                                      |
| 専用武器、追加アイテムなど | 有り                             | 無し                                                                     |
| パラメーターの上限         | サイファよりも高い               | amiiboよりも低い                                                         |
| 出現方法                   | 特定のamiiboを読み込むと出現する | ダウンロードコードを入力してインターネットの手続き後に「竜の門」から出現 |

###### キャラクター設定
| #        | amiiboのキャラクター名義 | サイファのキャラクター名義 | 設定                                | 姿、ユニットアイコン                                                          |
| -------- | ------------------------ | -------------------------- | ----------------------------------- | ----------------------------------------------------------------------------- |
| マルス   | 英雄王                   | アリティアの王子           | （2キャラクター共通）とある国の王子 | 無し                                                                          |
| アイク   | 勇者                     | －                         | とある傭兵団の団長                  | －                                                                            |
| ルキナ   | 王女                     | マルスを名乗る剣士         | （2キャラクター共通）とある国の王女 | amiibo：『if』のキャラクターに準じている サイファ：カードイラストに準じている |
| ルフレ   | 神軍師                   | －                         | とある軍の軍師                      | －                                                                            |
| ミネルバ | －                       | ペガサスナイト             | とある国の王女                      | －                                                                            |

マルス
声 - 緑川光
ファイアーエムブレム0「暗黒戦争編」にダウンロードコードとマルスのamiiboのから、2人登場。
兵種はスターロード。/ 固有スキル：防陣＋、カリスマ、柔剣、速さの吸収。使用武器は剣系。専用武器は神剣ファルシオン。マルスのティアラ、マルスの模擬剣なども追加。
アイク
声 - 萩道彦
アイクのamiiboとの連携で登場。
兵種はヴァンガード。/ 固有スキル：剛剣、天空、力の吸収、歴戦の感。使用武器は剣系、斧系。専用武器は神剣ラグネル。アイクの模擬剣も追加。
ルキナ
声 - 小林ゆう
ファイアーエムブレム0「覚醒編」にダウンロードコードとルキナのamiiboから、2人登場。
兵種はマスターロード/  固有スキル：カリスマ、攻陣+、天空、覚醒。使用武器は剣系、槍系。専用武器は裏剣ファルシオン。ルキナの模擬剣も追加。
ルフレ
声 - 細谷佳正
ルフレのamiiboとの連携で登場。
兵種は神軍師。/固有スキル：華炎、法陣、戦術指南、七色の叫び。使用武器は剣系、魔道書。専用武器は雷書トロン。ルフレの写本も追加。
ミネルバ
声 - 無し
ファイアーエムブレム0「英雄たちの戦刃」ボックス購入者限定にダウンロードコードが付属。
兵種はペガサスナイト。使用武器は槍系。

#### 出演
クロム

『ファイアーエムブレム 覚醒』の登場人物。DLC「覚醒との邂逅」で登場。
リズ

『ファイアーエムブレム 覚醒』の登場人物。DLC「覚醒との邂逅」で登場。
フレデリク

『ファイアーエムブレム 覚醒』の登場人物。DLC「覚醒との邂逅」で登場。

## 商品構成
インターネットを利用したダウンロードコンテンツ（DLC）の新規購入は、2023年3月下旬までとなる。特にダウンロード版は同年4月以降ストーリーの途中までしかプレイが出来なくなるので、現在任天堂ホームページにて注意告知されている。
白夜王国（パッケージ版）
こちらを購入すると暗夜王国を追加DLCとして購入できる。
暗夜王国（パッケージ版）
こちらを購入すると白夜王国を追加DLCとして購入できる。
ダウンロード版
白夜王国、暗夜王国で内容が共通している6章までをプレイし、その後どちらのルートに進むかを選べる。
SPECIAL EDITION
白夜王国と暗夜王国が一本となったゲームカード、追加DLC『インビジブルキングダム』、特製アートブック、ファイアーエムブレム0限定カードをセットとした数量限定版。

## 関連商品
きせかえプレートNo.061
「ファイアーエムブレムif」がデザインされたNewニンテンドー3DS向けきせかえプレート。
Newニンテンドー3DS きせかえプレートパック ファイアーエムブレムif
Newニンテンドー3DS本体（ブラック）、きせかえプレートNo.061、microSD（16GB）のセット。本体ときせかえプレートのみで、「ファイアーエムブレム if」のソフトは付属しない。
IDコミックス ZERO-SUMコミックス ファイアーエムブレムif ニーベルングの宝冠
公式コミカライズ。作画：遊行寺たま。原案協力：任天堂株式会社・株式会社インテリジェントシステムズ。コミックZERO-SUMにて連載され、IDコミックス ZERO-SUMコミックスから上下巻が発売。